# 蒼穹之戰神
《蒼穹之戰神》（日語：蒼穹のファフナー），是一部由XEBEC製作的機器人動畫，自2004年於東京電視台播放電視動畫《蒼穹之戰神》，其後陸續推出前傳動畫《蒼穹之戰神 RIGHT OF LEFT》、劇場版動畫《蒼穹之戰神 HEAVEN AND EARTH》，本動畫使用許多北歐神話的典故、名詞。
2005年1月25日由電擊文庫出版由冲方丁編寫的日版同名小說，內容為第9話之前的劇情，但有些許不同。同年由勝利國際多媒體代理DVD、VCD、CD等商品，並在同年7月4日於超級電視台播放。12月29日，前傳《蒼穹之戰神－Right of Left》在東京電視台播出。
2009年12月23日，官方網頁上一度公佈新動畫《蒼穹之戰神－Heaven and Earth》的製作消息，數日後消息被刪。2010年1月10日，蒼穹之戰神－Heaven and Earth的官方網頁公開，暫定放送媒介為劇場版。劇本、人物設計、動畫製作公司以及主題歌提供者依舊。
系列的第四部作品《蒼穹之戰神 EXODUS》分為兩期播放，第一期於2015年1月至4月播映，第二期於2015年10月至12月播映，共26話。
2016年12月29日，在當日舉辦的「皆城總士誕生祭」活動上，官方公佈了將會制作新作《蒼穹之戰神 THE BEYOND》的消息。
2018年8月18日，官方在「蒼穹之戰神 THE BEYOND ～真实～」特别活动上，公布了新作《蒼穹之戰神 THE BEYOND》的集数为12话，将于2019年，在电影院依次先行上映，主题歌仍然由angela演唱。

## 故事簡介
故事的舞台設定在世界的未来，由于未知的生命体、有著金色外表、由矽所構成的未知生命「異界體（Festum）」的侵略導致世界因而產生變異，而人类與地球即將陷入存亡的危机。人類為了對抗未知的敵人，因此他們開設出巨大型的機器人——法夫那（Fafner）來對抗。
法夫那是人类为了對抗與防御異界體的读心能力而开发的最终武器，而人類从出生时就會被注入特殊因子並且開始駕駛法夫那。但是人類只要長期駕駛著法夫那，他們的体内的染色体会逐漸產生变化变成接近于異界體，甚至在同化末期時期中邁向滅亡，但人類還是有可能培養出存活性的基因。所以，法夫那不只是人類奪回生存與和平的最後希望但同樣也是最致命的存在。
與此同時，以南半球為中心、位於太平洋也不被人類軍所認同因而不斷隱匿免受於異界體給追擊的日本孤岛——「龍宮島」上，一群少年與少女们發現法夫那與異界體的存在。他們在與龍宮島共存同亡的戰鬥與選擇中是否能有一絲的出路與未來？人类和異界體是否能可以和平共存下去？

### 前傳「Right of Left」
在「蒼穹之戰神」本篇（第一季）的一年前，尚未準備防禦與對抗異界體的龍宮島決定展開「L計劃」將島的一部份亦是亞爾維斯的左翼部份「L區域」給分開，「L區域」展開期兩個月的遠航戰鬥的「L計劃」來對抗異界體藉此保護本島的安全。加入「L計劃」的八名少年少女們決定參與該計畫並且駕駛著對法夫那兵器「Fafner Titan-model」投身於戰鬥中，但是這也意味著他們即將要面臨一去不回的處境……

### 第一季
在未來，「龍宮島」上的孩童們在好奇心的驅使之下轉開收音機，這時他們聽到一個未知者所發出的聲音：「你，在那裡嗎？」。儘管孩童們不知道那個話是什麼意思，但是這即將預兆著他們即將面對逐漸遠道而來的殘酷戰鬥。在數年後的西曆2146年的龍宮島再次響起那個聲音。
真壁一騎是個生長在龍宮島上的少年，對他來說這種和平是普通到不能在普通的。某天龍宮島遭到異界體的襲擊，而島嶼的人們眼前的和平也在一瞬間面臨崩壞的危機。當一騎初次駕駛法夫那順利殲滅異界體Festum後，他開始注意到龍宮島現在所擁有的和平是個被創造出來的假象，還得知日本在二十九年前因異界體的侵略已经不复存在的事实。而且龙宫岛实际上是为了保護人类所建造的人工要塞，岛上的居住的人都是曾经受到特殊训练的民間组织——亞爾維斯（Alvis）的成员。得知島嶼正在受到威脅的一騎一行人為了取回和平決定去駕駛法夫那和異界體戰鬥，在激戰的彼端中，等待著他們的是否能有希望的未來……

### 劇場版「HEAVEN AND EARTH」
在北極的「蒼穹」作戰的兩年後，龍宮島恢復至平和的生活，直至有一艘屬於人類軍的軍艦衝上龍宮島的岸邊、一騎一行人發現船艦上有一名沉睡的神祕少年，隨著神祕少年的到來，人類軍和異界體Festum之間的敵對行動再次爆發，一騎一行人再次與異界體Festum進行戰鬥——這一次，人類與異界體的命運這次背負他們的肩上。

### 特別篇  BEHIND THE LINE
於《蒼穹之戰神 HEAVEN AND EARTH》中終於恢復和平的龍宮島，描述一騎一行人和龍宮島的人們在戰後過著他們獲得漫長和平的日常生活。一騎一行人找回日常生活的過程中對於喪失生存意義而感到迷惘、懷抱著對生存極限的不安，卻不放棄互相扶持、將希望寄託於未來。

### 第二季
西曆2150年，在四年前的「第一次蒼穹作戰」後，「異界體（Festum）」依然殘酷的摧殘著人類僅存的生活圈。當時夏威夷生存圈正遭受異界體Festum攻擊，新聯合國總部在負責守衛及支援基地的人類軍仍頑強扺抗之際發出「交戰規定α」以數枚核彈將基地以及其所在島嶼給摧毀，但出現在該處的阿撒謝爾型異界體Festum卻未受太嚴重的傷害。在之後的一年，再次隱匿於世界中的龍宮島出現「狀況」。過去曾幾度襲撃龍宮島的人類軍再次出現傳來救援的訊號，而率領部隊的納雷因將軍卻無敵意表明希望讓雙方的「希望」能夠見面。當兩名分為被人類軍發現和出身於龍宮島卻能跟星核溝通的女孩開始相遇的瞬間，帶給一騎一行人面對跟人類軍與異界體之間的鬥爭……

### THE BEYOND
因駕駛救世主型法夫那 Mark Nicht 導致的同化現象而達到生存極限的總士在駕駛艙中而亡，但他再轉生成為新的存在依舊襲名皆城總士，在一騎的養育之下開啟新生。當總士在成長過程中面對異界體Festum與人類之間的鬥爭中，逐漸開啟他對人類與異界體Festum的鬥爭中找尋他人生的意義。

## 登場機體

### 亞爾維斯製法夫那
Zero Fafner→英靈型 Zero Fafner
操縱者：里奈父母→西尾里奈、西尾暉（劇場版、第二季）→西尾里奈、鏑木彗（第二季）
神劍型試作機，定位為要塞突擊型。人類最初完成的法夫那也是所有法夫那的始祖型，是罕見的雙人駕駛機體。正式名稱是「Fafner Aegir-model」，開發編號為「AGX」。機體內蔵核融合爐、Festum核心，以及統括機體同化和情報處理及防止被讀心的齊格菲系統的雛型（因此機體為雙人駕駛）。
由西尾行美所設計，只製造出一架的最原始機體。由於內藏齊格飛系統，給予駕駛員的負荷相當沉重，為了配合動力爐的尺寸，機體高度幾乎有近百公尺，機體搭載了大量武裝，包括手掌部分的振動共鳴波及手臂部分的激光炮陣列。行美的兒子夫婦擔任測試駕駛員，但是由於機體失控的意外，除了駕駛員還波及許多人犧牲。經過這個意外之後，行美便從第一線退下，將之後的開發工作交給日野洋治及光弘·巴特藍，而此機體被放棄作為兵器使用，機體改裝成亞爾維斯的輔助系統封印在龍宮島內。
原為西尾里奈、西尾暉之父母駕駛，但他們因啟動測試失敗、被核心同化而死。在劇場版中由西尾里奈、西尾暉駕駛，在最終決戰時捲入大爆炸中，生死不明，於第二季「EXODUS」中確認存活，在第24話中已經過改造並加裝了卡農式加速器，擁有容納和重現兩名駕駛員各自的SDP的能力。
由於西尾暉遭受過度同化現象而全身結晶化宣告陣亡，故副駕駛由鏑木彗接手，與里奈一同投入對抗亞特蘭提斯星核和新聯合國的最終決戰。
Fafner Titan-model
於「RIGHT OF LEFT」登場的機體，機體顏色為紅色。是神劍型實驗機。經由日野洋治及光弘·巴特藍的努力，將行美的理論與異界體的特質融合並開發的機型。他們成功精簡動力爐，使機體縮小到第一型（Zero Fafner）的一半，共計製造了四架進行測試。因此駕駛者需輪流操作。
由於機體內藏齊格飛系統的組件，所以體積相比神劍型更為巨大。在開發當時因Festum在水中會無法結晶化的關係，因而設計成可以在水中活動以便在緊急時逃生。機體內部藏有氣化爆彈「芬里爾」，由於威力強大，所以大多在自爆時使用。
因機體內藏齊格飛系統，Titan-model的駕駛員會較神劍型駕駛員更早出現同化現象。正因如此，此機型只有是極短的活動時間，操作時間限制為15分鐘（平均一名駕駛者使用450秒）。主要武裝為短劍型磁軌槍及腕部內藏機槍和導彈。開發編號是TSX。
神劍型法夫那
亞爾維斯開發的法夫那，全高約35公尺。參考近藤彩乃的提案，將法夫那與齊格飛系統分離的實戰型。由於提升人體與機體的融合程度，可以進行細部的動作，但是這種機型會選擇駕駛員，因此機體與駕駛員必須共同開發，而必須與艾貝利希機關攜手合作。駕駛員必須要在染色體中具備特殊因子，且能夠在腦內形成協同線路，因此駕駛員大多都是十多歲的青少年。機體內部藏有氣化爆彈「芬里爾」，由於威力強大，所以大多在自爆時使用。駕駛員在駕駛機體時會透過「尼伯龍根系統」以精神控制進行操作。
經由協同線路駕駛法夫那時的最大問題，就是駕駛員「除了駕駛之外的多餘思緒與感情」。只要法夫那的操縱程序越精密，駕駛員的多餘思緒及感情就越會成為干擾因素，使得法夫那的動作失控。為了避免這些干擾因素，皆城公藏的提議是「將人類所有的思緒或感情予以資料化」。藉由這龐大的資料庫，法夫那得以分辨出「想要操縱的意志」以及「除此之外的思緒或感情」，而且還能不斷檢驗「與駕駛無關的思緒或感情」，主動學習哪些是「想要操縱的意志」，使得該架法夫那更能配合駕駛員的性格。因此這是一種能夠「與駕駛員共同成長」的機型，只要相同的人駕駛相同的機體戰鬥，其動作跟速度都將飛躍性地提升。裝甲板的構造是外層為陶瓷素材、內層為混合金屬，並於中間夾入水銀狀液體的積層式裝甲板。在受到戰鬥匕首之類的武器攻擊時，陶瓷部分毀損並且金屬部分遭到切開之後，液體部份將會硬化以吸收武器的破壞力。
與Titan-model最大的分別在於神劍型的機體內部並沒有裝上齊格飛系統。此本是為了減低齊格飛系統對駕駛員的負擔而實行的處理措施，但之後因妙尼爾帶來的資料解決了此問題的關係，而在第一次蒼穹作戰中將齊格飛系統的原型分割成四份，並裝設在參與作戰的四部法夫那內。
龍宮島上的法夫那皆為此類型。設定上總共開發13機，小說版內容提及龍宮島製造12機，動畫第一季實際出場僅9機，直到劇場版「HEAVEN AND EARTH」中，才完整呈現出未曾登場之機體。而機體編號是使用德文數字命名，以羅馬數字的方式漆於左膝以及背部。
在第二季中，在艾梅莉到訪「女神的巖窟」、亞爾維斯獲得了複數的新的核心後，現存的神劍型法夫那和新造的第三改良型神劍型法夫那SS開始有了新的變化(獲得了與救世主型法夫那類似的永劫導電迴路)和擁有與異界體力量相同的超次元現象（Super Dimensional Power，簡稱SDP）。SDP的效果是對應個別駕駛員，當他們換乘其他機體時會帶著原本的SDP過去而且會時弱化，只有原機才能發揮出最大的效能，駕駛員即使不駕駛法夫那也能發動SDP，並會隨著時間逐漸出現與過去不同的新同化現象（徵狀見個別角色項）；織姬指這是星核守護了駕駛員們免於因過去的同化現象而死，但代價就是他們的肉體會逐漸變異。
Fafner Mk.I（Mark Eins）→英靈型 Fafner Mk.I（Mark Eins）
操縱者：皆城總士（RIGHT OF LEFT）→日野道生（第一季第23話）→雷加德(第三季)
與Zwei、Drei及Elf為同型的機體，定位為泛用格鬥型。機體顏色為銀灰色。
皆城總士曾於「RIGHT OF LEFT」時試乘，但最後失敗。機體於第一季因道生啟動了「芬里爾」系統而自爆，道生的駕駛艙雖然彈射出去但遭伊敦的Mark Nicht抓住，並砸爛其頭部。在第二季結尾到第三季之間重新製作出來並經卡農在未來的新型法夫納Einherjar Model數據改造成英靈型法夫那，但在馬里斯·艾克賽西亞帶走兩個世界語者孩童及當時年約兩歲的皆城總士叛逃出海神島時被雷加德給入侵並搶走本機
Fafner Mk.II（Mark Zwei）→英靈型 Fafner Mk.II（Mark Zwei）
操縱者：藏前果林→真壁一騎(第三季)→馬里斯·艾克賽西亞(第三季)
與Eins、Drei及Elf為同型的機體，定位為泛用格鬥型。機體顏色為藏青色。
機體曾於「RIGHT OF LEFT」登場。於第一季第1話因操縱者死亡而並沒有出動，亦是唯一一部於「蒼穹之戰神」本篇中沒有參與任何戰鬥的機體。其後機體的零件被用於修復在第一季第2話中受到嚴重損壞的Elf。在第三季中經卡農在未來的新型法夫納Einherjar Model數據改造成英靈型法夫那，被一騎所駕駛並阻止馬里斯·艾克賽西亞帶走兩個世界語者孩童及當時年約兩歲的皆城總士卻失敗，但之後在一騎與其他人一同毀滅瑪萊斯貝洛與馬里斯共同建立的偽龍宮島時被馬里斯·艾克賽西亞搶走本機
Fafner Mk.III（Mark Drei）→英靈型 Fafner Mk.III（Mark Drei）
操縱者：要咲良→卡農·梅芬絲（第一季第25－26話）→要咲良（Heaven and Earth、TV版第二季）
與Eins、Zwei及Elf為同型的機體，定位為泛用格鬥型。機體顏色為橙色。在Elf不在時，在與Fünf及Acht的隊伍中負責主要的近戰攻擊。
劇場版中在最終決戰時機體被擊墜而捲入爆炸中，但咲良於第二季「EXODUS」中確認存活。
在第二季中初在咲良退下前線後用作無人機「騎兵型（トルーパー・モデル/Trooper Model）」的遙控終端實驗機的研究，在第13話與阿撒瀉勒型的戰鬥中，誘發出機體能讓騎兵型法夫那使用出分身的能力。
在第19話經卡農在未來的新型法夫納Einherjar Model數據改造成英靈型法夫那
Fafner Mk.IV（Mark Vier）→英靈型 Fafner Mk.IV（Mark Vier）
操縱者：春日井甲洋
與Acht為同型的機體，定位為中距離支援型。機體顏色為灰色。
於第一季第9話因要救出駕駛者而放棄機體，之後機體被新聯合國回收，並將驅動核轉移至Mark Nicht。於劇場版中甲洋化為核心，以輸入操作資料操作。之後被Mark Nicht擊毀。
第二季第20話將海水轉換成機體突然出現，同時解救被阿撒瀉勒型抓住的天照。
操縱著對Festum帶有毒效果的黑洞能力的法夫納，目前出現的攻擊應用是射擊黑洞形式的子彈及炮擊，或是以變形黑洞形式增幅劍型武器。
在第二季第25話經卡農在未來的新型法夫納Einherjar Model數據改造成英靈型法夫那
Fafner Mk.V（Mark Fünf）
操縱者：小楯衛→堂馬廣登（Heaven and Earth、TV版第二季）
防禦特化型機體。機體顏色為深紫色。能使用裝備於機體前方展開屏障，還能在裝備展開時發動攻擊。
機體在與新型種的人面獅身型Festum戰鬥時被破壞。於劇場版中被修復，並由堂馬廣登操縱。
第二季第15話時被新聯合國的達斯汀以交戰規定α射中機體駕駛艙而讓其駕駛死亡，此機體而被拆解帶走。其驅動核轉移至新型的救世主型。
Fafner Mk.VI（Mark Sechs）
操縱者：羽佐間翔子
與Sieben為同型的機體，定位為空戰型。機體顏色為白色。機體背部裝有飛行用推進器。
機體於第一季第6話中原本是準備交給人類軍的，但是在Festum襲來時由翔子自願搭乘來勉強出擊。在準備和戰鬥經驗均不足的情況下翔子選擇與Festum同歸於盡而自爆。
Fafner Mk.VII（Mark Sieben）→英靈型 Fafner Mk.VII（Mark Sieben）
操縱者：遠見真矢
與Sechs為同型的機體，定位為空戰型。由於機體的顏色會使用最適任駕駛員的心理識別色，因此Mark Sieben使用真矢內心的顏色「紫色」。因為真矢的適性，機體裝備了長距離射撃武器「龍牙」，擔任長距離狙撃的支援；可藉由Mark Sein的協助為狙擊槍強化火力，並在第一季結尾摧毀北極星核。
Mark Sieben裝載比一般法夫那來得強力的垂直升降引擎，相對的沒有戰鬥或緊急迴旋用的推進器，一般的最高飛行速度為時速1680公里。實際上升極限為20000m，巡航速度為時速640公里。不過根據駕駛員的狀態，也可能會發揮超乎平常的能力。例如在（第一季）第6話中，羽佐間翔子的神劍型法夫那便激發出高於平常的能力，不只能抓起人面獅身型異界體飛到上空，甚至產生出高於火龍飛翼或是諾倫的推進力。這並非線路強度的影響，而是將壓抑住的感情發揮到極限，也代表駕駛員意志的強度。
在第二季第25話經卡農在未來的新型法夫納Einherjar Model數據改造成英靈型法夫那，而其能力是能作出多重鎖定敵人。
Fafner Mk.VIII（Mark Acht）→英靈型 Fafner  Mk.VIII（Mark Acht）
操縱者：近藤劍司
與Vier為同型的機體，定位為中距離支援型。機體顏色為綠色。
在第二季中在劍司退下前線後被用作無人機「騎兵型（トルーパー・モデル/Trooper Model）」的遙控終端實驗機的研究。在第20話與阿撒瀉勒型的戰鬥中，誘發出能修復其他機體損傷的能力。
在第19話經卡農所留下在未來的新型法夫納Einherjar Model數據的設計圖改造成英靈型法夫那，其能力能透過自機控制的騎兵型法夫那遙距使用。
在最終決戰前，為了配合劍司操作齊格飛系統，便將該系統移植到八號機上頭。
Fafner Mk.IX（Mark Neun）→英靈型 Fafner Mk.IX（Mark Neun）
操縱者：西尾里奈（Heaven and Earth、TV版第二季）
第一季未登場的機體，首次於劇場版登場。Mark Acht的同型機，定位為中距離支援型。機體顏色為卡其色。主武器為火焰噴射器「沙羅曼達」。
在第7話與阿撒瀉勒型的戰鬥中，誘發出機體能使用同Mk.Sein一樣的同化能力來強化武器。
在第19話經卡農所留下在未來的新型法夫納Einherjar Model數據的設計圖改造成英靈型法夫那
Fafner Mk.X（Mark Zehn） →英靈型 Fafner Mk.X（Mark Zehn）→Fafner Mark alles
操縱者：西尾暉（Heaven and Earth、TV版第二季）→真壁一騎(第三季)
第一季未登場的機體，首次於劇場版登場。Mark Acht的同型機，定位為中距離支援型。機體顏色為灰色。主武器為長距離射撃武器「龍牙」。
於劇場版時自爆，在自爆前被甲洋救出。在第二季中重新製作出來應戰。在第三季中經卡農在未來的新型法夫納Einherjar Model數據改造成英靈型法夫那，被一騎所駕駛並用自身力量將本機改造成救世主型法夫納Fafner Mark alles
Fafner Mk.XI（Mark Elf）
操縱者：真壁一騎
與Eins、Zwei及Drei為同型的機體，定位為泛用格鬥型。機體顏色起初為天藍色，在修復後顏色與Zwei一樣。
於第一季第2話中受到嚴重損壞，之後使用Zwei的零件修復。在被新聯合國俘虜後其驅動核轉移至Mark Sein。
Fafner Mk.XII（Mark Zwölf） →英靈型 Fafner Mk.XII（Mark Zwölf）
操縱者：立上芹（Heaven and Earth、TV版第二季）
第一季未登場的機體，首次於劇場版登場。Mark Drei的同型機。機體顏色為紅色。
主武器為適合其特性、安裝於機體頭部的特殊武器，除了可以加速衝撞敵人外，撞擊目標後也可發射爆震波造成更大的二次傷害，或者發射能量砲對付中短距離敵人。
在第7話與阿撒瀉勒型的戰鬥中，誘發出機體能使用跟Mark Sein和Nicht類近的自我再生和像人面獅身型一樣能力的黑洞。
在第19話經卡農所留下在未來的新型法夫納Einherjar Model數據的設計圖改造成英靈型法夫那，24話顯示其同化、再生能力足以抵抗迪亞波羅型的侵蝕，但在圍攻下還是被壓制在地上而不能動作。
最後芹為了履行與織姬一同守護龍宮島的約定，連人帶機與龍宮島一同下沉，等待著未來龍宮島重新被喚醒的那一天到來。
Fafner Mk.XIII（Mark Dreizehn）→英靈型 Fafner Mk.XIII（Mark Dreizehn）
操縱者：羽佐間卡農（Heaven and Earth、TV版第二季）→來主操（TV版第二季第24話）
第一季未登場的機體，首次於劇場版登場，定位為格鬥戰特化型。機體顏色為紅色。
在第二季初被用作無人機的研究，在第13話與阿撒瀉勒型的戰鬥中，誘發出機體能預測未來的能力。
因為卡農消失所以沒有改成英靈型，但依然持續有進行改良，後來成了操的乘機。操駕駛時的SDP為時間流動大幅減慢，他將之稱為「讓他看到許多個『現在』」。
在第三季中經卡農在未來的新型法夫納Einherjar Model數據改造成英靈型法夫那
第三改良型神劍型法夫那SS
第二季登場的新系列神劍型法夫那。目前只有三部機體。
Fafner Mk.XIV（Mark Elf改）「須佐之男」 →英靈型 Fafner Mk.XIV [須左之男]
操縱者：御門零央
第二季登場的機體，以Mark Elf為原型而製造的新機體。臨時登錄名為「魔霧」。機體顏色於初時為黑色，其後按機師意願改為藍色。
在第7話與阿撒瀉勒型的戰鬥中，誘發出機體能使用瞬間移動的能力，一開始僅限於自身的短距離瞬間移動與閃避（不太消耗體力），後來可將自身連同周遭友軍傳送到稍遠處的友軍據點（使用後會有一段時間進入重度疲勞狀態）。
在第19話經卡農所留下在未來的新型法夫納Einherjar Model數據的設計圖改造成英靈型法夫那
Fafner Mk.XV（Mark Fünf改）「月讀」 →英靈型 Fafner Mk.XV [月讀]
操縱者：水鏡美三香
第二季登場的機體，以Mark Fünf為原型而製造的新機體。臨時登錄名為「逆光劍」。機體顏色於初時為紫色，其後按機師意願改為粉色。
在第7話與阿撒瀉勒型的戰鬥中，誘發出機體的神盾裝備能像聖甲蟲型一樣反射敵人的攻擊的能力，並能以裝備製造屏障困住敵人，或者類似聖甲蟲R型的扭曲力場絞碎敵目標，美三香稱之為「高拜瞬閃」。
在第19話經卡農所留下在未來的新型法夫納Einherjar Model數據的設計圖改造成英靈型法夫那
Fafner Mk.XVI（Mark Sechs改）「天照」 →英靈型 Fafner Mk.XVI [天照]
操縱者：鏑木彗
第二季登場的機體，以Mark Sechs為原型而製造的新機體。臨時登錄名為「命運石」。機體顏色為白色。
在第7話與阿撒瀉勒型的戰鬥中，誘發出機體能於戰鬥時將收藏於武器庫的武器瞬移至機體手中或者直接插在目標身上自動攻擊的能力。能傳送的不止實體物，能量體也可以。
在第19話經卡農所留下在未來的新型法夫納Einherjar Model數據的設計圖改造成英靈型法夫那
第四英靈型(Einherjar Model)神劍型法夫那
雖然外觀構造類似神劍型，但設計概念與在這以前的所有法夫那完全不同，為用盡所有（包括已知和正在研究中）能抵抗和減緩同化現象的手段（統稱「卡農式加速器」）讓駕駛員「能駕駛法夫那多一點」、著眼於減少駕駛員消耗和負擔同時加強機體性能和SDP效果的方向。同時機體內設置了能讓駕駛員與法夫那核心同步的系統，似是能用以與戈爾迪亞斯結晶柱群和龍宮島的星核共享某些情報。
·頭部傳感器構造為透明護罩內包多個大型鏡頭（現行機都採用大量小型傳感器組成的複眼式陣列），顏色為紅色。肩甲下方裝有疑似輔助推進器的構造。
·在卡農的預知未來裡初次出現時，全機泛著有如異界體一般的金色。
第二季17話由卡農預知未來後，在自己消失前將所得到的改造數據資料並加以設計成新一代法夫納，其名為英靈型法夫納，並把此機型的設計並留下給亞爾維斯。　
第二季19話中在Walker襲擊龍宮島時亞爾維斯動員所有人力在一個月內依照卡農所留下的設計圖將除了Mark Dreizehn外的神劍型法夫那改造成英靈型神劍型法夫納，其機體能力不變只大幅降低駕駛者同化副作用及加強駕駛者機體能力。在第三季時所有神劍型法夫那都被改造成英靈型法夫那
騎兵型法夫那
第二季登場的新系列量產型法夫那，是神劍型的無人機，機體體型相比神劍型較小和擁有不用裝備火龍飛翼就能飛行。機體經由駕駛載人型法夫那的駕駛員透過斯雷普尼爾系統遙距操控，目前只有八部。武裝為擁有與劍型磁軌槍同等機能的長劍和左手臂的與Mark Fünf同等機能的神盾裝備。在第三季中已開發出六部騎兵型的衍生型號突擊型(是胸部內置Mark Fünf同等機能的神盾裝備的“突擊型”，並通過合作部署可以展開出與Fafner Mk.XV [月讀]相同的“製造屏障困住敵人”的超次元現象（Super Dimensional Power，簡稱SDP）)。

### 人類軍製法夫那
巨獸型（Megatherion Model）
新聯合國所生產的法夫那。全高約43m。量產型機體，在世界上只製造了800架。於作中主要駕駛者為日野道生，其機體的顏色為藍色，更刻有編號「666（TRIPLE SIX）」。而量產機的機體顏色為灰色，並於最終話登場。機體識別號碼為「J-013」。
機體名來自《聖經》啟示錄中登場的「巨大野獸」。
相比紅衣魔女型及靈智型，此機擁有更厚重的裝甲，在形成協同線路時會造成很大的心理壓力，要是精神不夠強韌便無法駕駛。
紅衣魔女型（Babalon Model）
新聯合國所生產的法夫那。全高約38m。量產型機體，在世界各地上大約只有200架。於作中主要駕駛者為卡農·梅芬絲，其機體的顏色為紅色。而量產機的機體顏色為灰色，並於最終話登場。機體識別號碼為「J-017」。
機體名來自《聖經》啟示錄中登場的巴比倫大淫婦。意味著擁有強大力量的「紅衣魔女」。
相比巨獸型及靈智型，此機體相當的輕巧靈活，是一種適合女性來操作的機型，因此此機型被稱為「紅衣魔女型」，而機體顏色大多是紅色。
靈智型（Gnosis Model）
新聯合國所生產的泛用法夫那。全高約20m，機體顏色為深綠色。
此為人類軍最基本的機型，在世界各地大約製造了30000架，在各部隊中算是標準配備。
機體的右手為機關炮，左手為磁軌砲。因機體擁有模擬協同線路，即使不是適任者，只要接受過某種程度的學習和訓練便能操作。在對Festum的戰爭中被用作新聯合國的主力。
救世主型法夫那
第一季登場，為了與Festum的最終決戰而開發的最新型法夫那，移植了神劍型的驅動核。此機型共開發了兩部機體，各自擁有同化機能並擁有超高的機體性能，均優於亞爾維斯所擁有的神劍型。
雖然此機型的開發者為日野洋治及光弘·巴特藍，但他們的設計思想卻不同。洋治的設計目的為盡可能使更多的士兵（操縱者）能夠生存，而光弘的設計目的則為盡可能消滅更多的敵人（Festum）。
因機體內藏齊格飛系統，操縱者會出現加速同化現象的副作用，一旦操縱者被同化，機體便會自行啟動芬里爾系統並將機體炸毀，也為了不被任何人得到這項技術，芬里爾的量足為其他量產機體的三倍之多。
在第二季初，兩部機體因過於危險而被分別封印，並打算在取出機體核心後分解，但在拆除了限制器而嘗試取出核心時，因機體的外部機材自行同化以修復被破壞的部份而告終。其後在日野美羽及派遣部隊進行島外派遣時，因察覺美羽及部隊會遇到危險而覺醒的皆城織姫命令一騎及總士駕駛Sein及Nicht前往支援而解除封印。
在第二季第20話時人類軍利用廣登的Mark Funf成功開發出第三台救世主型 Mark Raison，問題是一般駕駛上坐上去馬上會被同化，因同化同時繪導致人格會大幅度的崩潰，為應對此問題他們使用了「人偶（Puppet）」
Fafner Mk.Sein（Mark Sein）
操縱者：真壁一騎→日野美羽(第三季)
Sein在德文中意為「存在」。
本機體由日野洋治的團隊所設計，原本預計給日野道生使用，後來因為道生操作法夫納的年齡上限而一度作罷；又由於偽裝為真壁紅音的妙尼爾與洋治接觸，洋治將本機體藉由妙尼爾之手託付給一騎。
只有一騎可以駕駛Mark Sein。驅動核轉移自Mark Elf，原來的外觀類似於Mark Nicht，在一騎初次駕駛後因為與異界體首次同化而發生了變化。
至今的法夫那只需要成為「不同的自己」就能操縱，但Mark Sein的駕駛員必須成為「不同的事物」才能發揮同化能力。比方說「是否能接受自己的手變成一把槍」，一騎是在戰鬥的意志、對總士的信任、加上與他共同感受一樣的知覺，才能承受得住這種狀態。將這種狀態繼續演變，只要能夠接受「存在本身化為另一種事物」的感覺，Mark Sein將更加發揮出它的實力，然而一騎將會無法承受這種狀態。
另外駕駛Mark Sein會使得同化現象持續進化，也代表著更加接近死亡。後根據一騎在第二季第一集表示，由於駕駛Mark Sein，他的壽命僅剩餘約三年的光陰。
Fafner Mk.Nicht（Mark Nicht）
操縱者：狩谷由紀惠（第一季第23話）→伊敦→來主操（Heaven and Earth）→皆城總士→轉生的皆城總士(第三季)
Nicht在德文中意為「不存在／虛無」。
本機體由光弘·巴特藍的團隊所設計，本來打算讓狩谷開始操作該機體，但是因為伊敦入侵然後殺死狩谷後將控制室給砸爛導致光弘·巴特藍因此喪生；之後由於多次戰鬥中不斷易主，最後落入亞爾維斯軍的手中並封印到石棺內。
由於與Mark Sein同為用作最終決戰兵器的機體，因此對於駕駛員的身體負擔很重，駕駛員的意志力將會左右機體的攻擊力。Mark Nicht比Mark Sein更加重視威力，加上裝甲也更為強化，因此需要極高的線路形成值，座位後方也裝有形成線路所需的強化元件。TV故事中的造型與Mark Sein的原本外觀相同，但顏色為黑色，驅動核轉移自Mark Vier。劇場版中由Festum所重現的機體外型大幅改變，帶野性感的外型，顏色為紫色配有部分綠色發光部位。
Fafner Mark Raison（Mark Raison）
操縱者：遠見真矢（測試駕駛員）→強納森·光弘·巴特藍（亞特蘭提斯星核）
Raison在德文中意為「存在目的/理由」。
《EXODUS》時人類軍利用Mark Funf成功開發出的第三台救世主型，由赫斯特·蓋洛普的團隊主導開發。
一般駕駛員坐上去馬上就會被同化，即使換成人偶也會在駕駛過程中因同化而人格崩潰，赫斯塔於是想到了讓龍宮島的駕駛員上去駕駛測試機體，遂派遣達斯汀部隊捕獲亞爾維斯的神劍型，而實際上擔任測試駕駛員的真矢（實為戰俘）也的確承受到住同化現象並成功啟動它。
但在第23話本機理所當然地又被亞特蘭提斯星核給奪去，並成為Vagrant的媒介。擁有與Mark Sein類似的同化攻擊強化能力，透過與Vagrant連結更能作出廣域光線、展開蟲洞吸收目標等的攻擊。武裝可謂集過去所有法夫那系列之大成，加上Vagrant的輔助更可謂萬夫莫敵，龍宮島的法夫那部隊完全不是它的對手。
Fafner Mk.Alles（Mark Alles）
操縱者：真壁一騎
Alles在德文中意為「全部」。背後有超越Mk.Sein及Mk.Nicht以及最後的法夫納之意。
真壁一騎最終座機。
王座型（Thrones Model）
於第二季登場。大隊指揮官的機體。人類軍最新銳的法夫那之一，是巨獸型的後繼機。型號名來自「座天使（擁有多眼之天使）」。
須同時維持與尼貝隆根系統的連結、以及掌握系統回傳的各機狀況資料，因此會對駕駛員會造成強烈的負擔。因是巨獸型的發展後繼機，在形成協同線路時一樣會有很大的心理壓力。機體具有能遠距離強行啟動各下屬機的芬里爾系統的能力，用途與亞爾維斯的齊格飛系統頗為相似。
於作中空戰型的王座型法夫那稱為「拉斐爾」，而陸戰型則稱為「聖德芬」。外觀上最大的特點是背部的六枚翼式推進器，左臂外側還裝有大型格鬥爪。常用武器為外裝多種裝備的步槍、鐳射狙擊步槍、腕部內藏類似拳刃型磁軌槍的電漿手槍。
宰治型（Dominions Model）
於第二季登場。中隊指揮官的機體。人類軍最新銳的法夫那之一，是救世主型的大量生產型，但因內藏的核心的出力不足，遠不及Sein或Nicht。型號名來自「主天使（任務控管的天使）」。
移植的Festum因子的狀況良好，又能抵擋同化促進，且有著統領其餘三機戰鬥的優秀續戰力的人，唯有同時滿足這三樣條件才能搭乘的機體。
於作中空戰型的宰治型法夫那稱為「加百列」。常用武器為外裝多種裝備的步槍、射釘槍和類似劍型磁軌槍的電漿步槍、腕部內藏類似拳刃型磁軌槍的電漿手槍。
力能型（Powers Model）
於第二季登場。一般機體。人類軍最新銳的法夫那之一，是靈智型的後繼機。型號名來自「能天使（巡視並警戒著惡魔入侵的天使）」。
即使是非適性者也可以透過移殖因子與同化促進劑勉強當上駕駛員，為了能讓更多人可駕駛，加裝了能增強駕駛員適性的系統，因此比其他機種大了一圈。但是駕駛員結晶化的機率很高，亦很容易因無法發揮抗同化機能而成為Festum的餌食。是以用於可大量動員的警備兵為前提所製造的機體。
於作中陸戰型的力能型法夫那稱為「奧林比亞天使」，而第2話比利所駕駛的空戰型則稱為「艾瑞爾」（兩機不同的地方只在於機體肩部的飛行配件）。主武器為機體安裝在肩甲下方的右側為5000發機關炮、左側為60發的飛彈吊艙還有掛在肩甲上的一把單刃高熱鏈鋸劍。

## 用語
Arcadian Project
2118年，日本國土在新聯合國的軍事部隊「人類軍」使用核武導致其陸地大約有80%被毀滅。倖存的日本人藏身至僅存的大地──北海道及沖繩，倖存的日本人為了使他們能過生存而獨自著手進行「Arcadian Project」，目的是將人類從肉體到文化的所有情報保存於單一地點。在海上建造「專守防衛要塞」移入兩千多名居民並從人類及異界體雙方陣營中抹消其存在。
Arcadian指的是「樂園」。以「從Festum手中保護人類，且將文化和和平傳給下一代」為目的，主要內容為以下數點：
- 通過操作遺傳因子來發現協同線路（Synergistic Code）
- 兒童的催眠學習（日本人孩童自懂事時被無意識灌輸的各種知識）
- 對抗異界體Festum的兵器（包括法夫那及其操作系统，以及芬里爾系統）的開發、製造
- 人工要塞島的建造

亞爾維斯（Alvis）
可在海上／海底移動的要塞艦名。以執行「Arcadian Project」為目標的組織。航行時使用以重氫核能反應爐帶動的電磁推進系統。艦內幾乎都採取自動化控制，不過操作跟保養依舊還是需要使用人力，是由西尾行美所設計開發的艦艇。
亞爾維斯一共有三個，分別保存被分成三份的瀨戶內海星核。
第一亞爾維斯 龍宮島（ALVIS-01 TATSUMIYA）
屬於日本自衛隊研究機關的亞爾維斯，為本作的舞台、亞爾維斯陣營的大本營。亞爾維斯全體軍民由龍宮島的大人以及發現被催眠學習的記憶的年輕人組成，而並未發現的人則繼續享受和平的日子。
該島被新聯合國稱為「D-Island」，初次史彥考慮島的安全下達不抵抗的命令，讓新聯合國的達德利·巴恩茲曾率均短暫佔領龍宮島。當異界體昴宿星團型（母體）試圖攻擊龍宮島未果被一騎駕駛Mark Sein消滅不久，巴恩茲在離島前企圖毀滅龍宮島，但因道生、卡農叛逃至亞爾維斯陣營而收場；當巴恩茲部隊企圖佔領龍宮島卻因來主操率領的異界體援軍協助亞爾維斯的情況下撤軍。最後由於牽牛星星核的影響並在皆城織姬發動「Plan Delta」讓亞爾維斯軍民遷往海神島，而龍宮島隨即沉入海中等待日後與牽牛星對話的機會到來。
第二亞爾維斯 蓬萊島（ALVIS-02 HORAI）
屬於艾貝利希機關的亞爾維斯。被新聯合國稱為「阿瓦隆」。在被新聯合國編入後遭到毀滅，而該處的核心型亦被伊敦給同化。
此處為第一季第7至9話的舞台，最後狩谷考量到伊敦與其率領異界體攻擊偵察部隊的原因下令溝口將該島以芬里爾自爆。
第三亞爾維斯 海神島（ALVIS-03 WADATSUMI）
屬於國際能源研究公社（鞘的娘家）的亞爾維斯。被新聯合國稱為「亞特蘭蒂斯」。海神島的島民在該島與被新聯合國編入不久遭到殺害，新聯合國拿走海神島的核心型並用作同化於天堂之門作戰中所得的星核碎片，從而制造出阿撒瀉勒D型種Vagrant及大量作人偶用的分身。最後亞爾維斯軍民和納雷因殘部一同遷往海神島上，史彥、劍司等亞爾維斯軍民則立下「總有一天要回到龍宮島」的誓言。
法夫那（Fafner）
由人類所製、用以對抗異界體Festum的兵器。名稱來自北歐神話的巨龍法夫納，有著龍的意味。機體最大特徵是能防禦異界體Festum的讀心能力。
本作中的法夫那大致可分為亞爾維斯製及人類軍製。亞爾維斯製的法夫那皆擁有核心，但機體因龍宮島只有少量核心的關係無法大量生產。之後亞爾維斯在第二季中在艾梅莉到訪「女神的巖窟」時獲得複數的新的核心。而人類軍則擁有複數種類的法夫那且持續開發新的機體，但除救世主型外，其他的法夫那皆沒有安裝核心。但在第二季中因不明原因而擁有複數核心（後期劇情顯示這些核心來自亞特蘭提斯星核），以致其新型機體「王座型」、「宰治型」及「力能型」皆裝有核心。
尼伯龍根系統（Nibelung System）
指環狀的操縱桿。法夫那駕駛者需將兩手十指插入被紅色膠狀液體所覆蓋的十個指環中，以便與法夫那進行精神同步。使用後手指會出現使用指環後的痕跡。名稱來自「尼伯龍根的指環」。
藉由雙手戴上十個戒指，與法夫那一體化的裝置。法夫那的啟動系統會與人類神經系統連結並且因此阻斷同情或愛情等情感，因此也被稱為「遺忘愛情之戒」。之所以不以頭部而以手指來連結，是因為除了嘴唇之外，手指的神經密度遠高於頭部各部位。
協同線路（Synergistic Code）
為了讓駕駛員的腦部與法夫那連結，而必須要成為的「某種腦部狀態」。成人很難產生這樣的線路，因此駕駛者的平均年齡只有16歲。要是年齡較大的人想要強迫產生這種線路會因為對腦部造成過大負擔，甚至產生類似暈車、酒醉的症狀。後來人類軍藉由在機體安裝虛擬協同線路並大量使用真壁因子以及亞特蘭提斯星核產生的大量驅動核解決這個問題；而納雷因本人則自稱為「現役最年長的法夫納駕駛員」。
協同作用服（Synergistic suit）
包覆著法夫那駕駛員全身的衣服，類似像是潛水服裝。不只可以保護法夫那駕駛員的肉體還能促進協同線路的形成，藉此讓駕駛員與法夫那合為一體，使思考、知覺、直感、感情等因素更加強化。另外還搭載ATMS（自動醫療處置）系統，經由總士所掌管齊格飛系統的診斷，可以自動為負傷的駕駛員進行治療（包含止血、輸血、麻醉、藥物注射及電療等）。
芬里爾（Fenrir）
氣化炸彈的異名。命中目標後會在空氣中釋放液體燃料引發大爆炸。由於被稱為小型核彈而且會不分敵我造成廣範圍的重創，因此舊聯合國嚴禁用於人類彼此的戰爭。即使是用做法夫那的兵器，但是一旦「釋放魔狼」大致上也意味著將會以自爆的方式來消滅敵人（指的是Festum）的同時會丟失性命。
火龍飛翼（Lindwurm）
原意為「擁有翅膀的龍」，是用來使法夫那飛行的大型裝備。搭載數種法夫那的裝備，並且可以藉由噴射引擎與向量推力控制噴嘴進行垂直升降的支援機械。通常是藉由齊格飛系統進行遠端操縱。內藏單人座的駕駛艙，也可單獨當作戰鬥機來使用。
Festum因子／真壁因子
亞爾維斯的兒童自出生其遺傳因子便含有Festum因子，其效果能使他們駕駛神劍型法夫那。部份人會因其影響出現天才症候群的徵兆。另一方面，Festum因子的植入伴隨著會出現Festum的同化現象極大的危險。一騎於第一季時成為人類軍俘虜帶往人類軍基地協助開發法夫那時，曾被提取基因製作的特效藥，而令該特效藥被命名為「真壁因子」。該特效藥能令不夠資質的人也能駕駛法夫那。

### 龍宮島
龍宮島
表面上是在日本外海的數個平常的島嶼。實際上是要執行「Arcadian Project」而製作的人工要塞島的其中之一，內部的一切機能都由「星核」來操作。主機關為氘反應核融合爐，移動時會使用電磁推進系統。在不被人類及異界體雙方陣營察覺的狀況下於各海域中移動。於第二季「EXODUS」中被人類軍稱為「D Island」。島民原本都是日本人，島上人口大概兩千人。由於Festum奪去日本人的生殖能力，所以島上的孩子幾乎全部是由人工子宮所創造出來分配給島上的居民來扶養，因此有些孩童和他們的雙親並沒有血緣關係。島內星核為「瀨戶內海星核」的分割體之一在與鞘同化後於島內的大氣中存在並保護島上的環境。
防衛裝置
波動屏障（Welle Shield）
為了防衛外部物理攻擊而製作的屏障。形成時是以巨蛋型覆蓋住整座島。受到攻擊時可以分散其攻擊能量或粒子也可以反彈或阻擋砲擊。另外波動屏障會因應攻擊種類而隨機改變波長，以讓戰況變得較為有利，但要是對手擁有相同波長，波動屏障便會無效並允許敵人入侵。由於同時使用偽裝鏡面和波動屏障會消耗巨大的能量，因此使用時只能二擇其一。第二季「EXODUS」中龍宮島可同時啟用多道屏障以形成戰鬥區域；後來新聯合國也有類似於此系統的防禦障壁並投入「三重計畫」中的「Shutter作戰」。
偽裝鏡面
以霧狀粒子將整座島以球狀包覆住，使得在視覺上變成透明，甚至連音波或紅外線都無法察覺。除了高能量的γ線之外的電磁波亦可阻斷。然而因為在使用時會消耗龐大的能量，因此有著內部會累積廢氣熱能的缺點。以光學迷彩將龍宮島全島以球狀覆蓋的高度低可偵測性裝置。偽裝鏡面啟動後便無法在外部看見，而因音波及電磁波皆被遮断的關係，其他人亦無法在外部完全把握島內的狀況。龍宮島平常會開啟裝置以避免被新聯合國和Festum發現。此外，裝置在開啟時會遮断外部的景色，以致在裝置開啟時島內太陽的位置會與實際的不同，而島嶼周邊的風景亦是由偽裝鏡面所映照出的偽物。
裝置需要龐大的能量供給，而島嶼的偽裝鏡面防禦機構和波動屏障的並用會出現供電高負荷，因此在異界體Festum來襲時會關閉偽裝鏡面。
隔壁
平時收納於地下，戰時上升展開以保護島上建築的隔離壁。
諾倫
小型無人機動兵器，於島上配備了大量，全憑乙姬／織姬的意志來控制，她在諾倫若被擊毀的話就會感到痛楚。機體配備有光束炮與防護罩生成裝置（需要四架呈三角錐）支援法夫那，後來在第二季中經常與天照以四機編隊一同行動。
内部裝置
布倫希爾德系統（Brunhilde System）
與乙姬合為一體之島嶼防衛裝置的總稱。敵人探索、要塞的遠距離操作、能量爐調整、偽裝鏡面的開啟、以及所有迎擊裝置等等，一切的防禦機能皆可以依循「乙姬的意識」進行控制，而且也與島嶼的航行相關，幾乎可說是島的生命系統。這是皆城兄妹的母親鞘在生前參加設計並完成的專案。
名稱來自「尼伯龍根的指環」中登場的女武神布倫希爾德。
女神的巖窟（Room of Valkure）
乙姬／織姬所沉眠的人工子宮。乙姬／織姬的身上包覆著協同作用服，該服裝也會依照肉體的成長而變化。由服裝延伸出來的線路與布倫希爾系統相連結，再加上乙姬／織姬的心電感應，使得乙姬／織姬幾乎與系統融為一體。上頭刻著「Solve et Coagula」的文字，代表這也是「人類與異界體維持各自的人格而融合」的實驗裝置。這是由艾貝利希機關主任遠見千鶴所設計，並且依照鞘的遺言讓乙姬／織姬與布倫希爾系統合為一體。除龍宮島外，蓬萊島與海神島也有類似設施；後來新聯合國也有類似的設施，稱作「普羅米修斯的巖窟」。
所羅門
被稱為所羅門的自主AI，是將矽型生命體的思考模式程式化的結晶。可以幾近全自動通知矽型生命體的接近並且依據行為模式判定異界體的種類。另外該系統會不斷重複著人類無法理解的思考，該思考程序近似黑箱作業幾乎不可能予以分析。每秒不斷增加的新情報會與布倫希爾系統進行連動，隨時創造出最新的程式。該系統起先由近藤彩乃所研製，在彩乃被異界體所殺後改由從新聯合國投誠的傑瑞米·李·摩西負責監控。
第一季故事開始時，亞爾維斯的人皆稱系統的反應為「所羅門的預言」，其後便改稱為「所羅門出現反應」。
烏爾德之泉、龍骨區塊
位於亞爾維斯下層部分，與女神的巖窟背對的液體電腦室。從前這裡是齊格飛系統的測試地點，內部周圍則是諾倫的儲藏庫。這裡被用來分析星核並且基於想要終止與異界體的戰鬥讓地球恢復清淨的心願，而將此處命名為北歐神話中所登場的淨化源頭「兀兒德之泉」位於龍骨區塊的液體型電腦。以往用作進行星核的分析，現時則用作所羅門系統的主伺服器。在蒼穹作戰時所獲得的與異界體Festum共存的資料便是由此接收。之後在第二季中產生複數驅動核以及樹狀結晶物質「戈耳狄俄斯結晶」。
亞薩之室
正式名稱為「並列一體型亞薩之室」。最初被建做為司令室，擁有特化戰略機能的構造，但其後因無法支援島的防衛系統及管理系統以及系統的負荷增加最終被封鎖。操作員會在圓桌型的控制台面板上進行操作。在人類軍佔領龍宮島、與異界體Festum的戰鬥導致第一司令室崩壞之際，由乙姫再次啟動。
尼德赫勒之門
法夫那出擊的其中一個出口。機體會處於超空蝕效應的狀態，於海中高速射出。名稱來自「尼伯龍根的指環」中巨龍法夫納所守護的寶藏洞穴的名稱。
齊格飛系統（Siegfried System）
由總士所操控、分離統括型全法夫那指揮管理系統（C4ISR）。名稱來自「尼伯龍根的指環」中登場的英雄齊格菲。
本系統藉由協同線路與總士連結，可以掌握所有駕駛員的精神狀態、受傷程度以及戰局的變化等等，也可以藉由鎖定法夫那避免進行過度的攻擊。事實上本系統只有總士可以使用，在其他人嘗試使用時會因為一口氣吸收龐大的情報量成為極度暈眩的狀態。
本體設於亞爾維斯內。在法夫那與齊格菲系統同步的情況下，系統會展開思考防壁以防止被異界體Festum讀心，而系統操作者與法夫那的操縱者的腦部皮膜神經會被直接接續（交叉連接），系統操作者能憑借此系统與法夫那的操縱者進行精神交流與下達指令並随時準備提供武器等協助。但假若其中一架機體受到損傷，系統的操作者亦會同時感受到傷害。在第一次蒼穹作戰中因系統無法使用而將齊格飛系統的原型分割成四份，並裝設在參與作戰的四部法夫那內，讓法夫那的駕駛員彼此共享意識，其中一架機體受損就會反饋給其他同步的駕駛員，若缺少任何一架機體，系統就會出現障礙。後來在第二季由於總士操作Mark Nicht，本系統改由劍司所操作並在最終決戰移植至其駕駛的八號機中。本系統可相容於亞爾維斯和新聯合國雙方生產的法夫納，後者如Mark Sein、Mark Nicht，以及納雷因駕駛的王座型。
除亞爾維斯外，新聯合國的王座型、宰治型等指揮官機體也有與本系統類似的指揮系統，可以掌握下屬機的狀態甚至強行遙控引爆其機的芬里爾。
告知板
法夫那的駕駛適性通知書。所有生長在龍宮島的孩童在國中畢業時都會收到是否適合駕駛法夫那的通知書，只有適性在標準以上的人會收到紅色的通知書，因此通稱為「紅紙」。 類似於現實中的徵召令，由千鶴判定適齡駕駛員體能後進行發放。
畢業禮
與本來的意思不同，是龍宮島的其中一項風俗。以直系親屬的過世為契機解放在催眠學習時所獲得的情報，並為了令得知亞爾維斯的存在的少年少女們從事島嶼的防衛活動以中學畢業後離島的形式來讓他們加入亞爾維斯。由於在一年內的不同時段都會出現得知亞爾維斯的存在的年輕人，因此「畢業禮」會於一年內舉行數次。在第一季中因異界體Festum得知島的存在並發動攻擊，使包括年輕人在內的全島民得知事實之下沒有再進行「畢業禮」。
L計劃（Plan L）
由生駒正幸生前所草擬，並於前傳「RIGHT OF LEFT」中實施的計畫，時間在第一季的一年前。由於當時龍宮島即將被異界體（Festum）給發現的原因，因此島嶼在尚未準備做好戰鬥準備，於是將島的一部份、亞爾維斯的左翼部份「L區域」分離，按照事前設定的航線並偽裝成龍宮島展開遠航，以引開向著本島而來的Festum。在作戰結束後，L區域會被放棄以及消滅。正幸在策畫該計劃時考量到期計畫的生還率被評估為很低。
計劃的成員由指揮官、操作員、機械師、醫生以及八名「Fafner Titan-model」駕駛者的少年與少女，合共四十個人組成。計劃的参加者為防止被讀心對計劃的所有內容一無所知。
L計劃的作戰期為兩個月，L區域會在航行期間分段打開船內被封鎖的區域並供應補給。在L區域內只有四部「Fafner Titan-model」並有八名駕駛者，即一部機體由兩人使用，在對抗異界體時共能使用15分鐘（因機體的操作時間限制為15分鐘，一個人只能操作450秒，即7分30秒）。在計劃的最終階段便會打開收藏著可令全部成員逃生的潛艇的最後一個區域並且啟動「芬里爾」系統將L區域毀滅。在故事最終L計劃的所有参加者皆全數陣亡，而在四個月後所發現的僚留下的錄音成為最重要的資料。
蒼穹作戰
亞爾維斯在執行最終決戰或有著重要目的的戰爭時所使用的作戰名稱。在過去曾實行兩次。在第一季尾部時，在人類軍實行「天堂之門作戰」後由亞爾維斯同時並獨自執行。與「天堂之門作戰」不同，此作戰是以真壁紅音的共鳴核開放以及拯救被伊登給擄走的總士為目的。此作戰在其後被稱為「第一次蒼穹作戰」。劇場版中實行「第二次蒼穹作戰」，目的為使日野美羽與新星核直接對話，雖然在對話途中人類軍曾派遣部隊向龍宮島及新星核發動核攻擊，但最後對話仍然成功使新星核不再攻擊龍宮島且離去並令總士的肉體復活。之後在第二季中先後實施兩次蒼穹作戰。
斯雷普尼爾系統
第二季登場的法夫那無人機的管理系統。由Mk.III（Mark Drei）作母機，以操作四部騎兵型法夫那。

### 新聯合國
新聯合國
2115年時因聯合國本部崩壞而重新成立，設立並擁有世界最大的軍事組織「人類軍」，是人類之中最大的組織。本部設於南非。完全殲滅異界體Festum及星核是組織的基本總意。
2116年（第一季的30年前）因瀨戶內海星核開始急速增殖，而在之後的一年命令人類軍強行使用核武器將日本連同星核一同破壞，使日本國土有80%因核攻擊而被毀滅。之後則為了根絕身體帶有瀨戶內海星核的毒素的日本人，以及防止擁有讀心能力的異界體Festum獲得有關Arcadian Project內的技術，而於第1季及劇場版中幾度與異界體和龍宮島（亞爾維斯）敵對。另一方面，因應為亞爾維斯擁有強大的科學技術以致其法夫那能有效對抗異界體Festum，因此打算奪取擁有強大力量的神劍型法夫那，並接受光弘及洋治擁有龍宮島的重要技術的人才脫離島嶼並加入新聯合國。第一季曾派遣間諜潛入龍宮島之後更佔領島嶼。其後在撤退時打算要炸毀島嶼卻以失敗收手。最後於第一季尾部為殲滅異界體Festum而展開「天堂之門作戰」。第二季「EXODUS」時（2150－2151年）曾對夏威夷生存圈發動交戰規定，與以往相比起人命更優先殲滅異界體Festum的作風一樣並無變化。之後在龍宮島的派遣部隊到達斯利那加区域不久再度發動交戰規定。
天堂之門作戰
雙面同時最終作戰──天堂之門。正如其名，是人類軍將兵力集結於宇宙及北極的最後決戰。北極星核在地球的衛星軌道上部屬數個分身（小星核＝核心），形成一個全地球規模的網路。依照光弘以及新聯合國研究員的分析，這些衛星軌道上的核心負責統整與北極星核之間的各種情報。因此只要消滅這些核心就能癱瘓網路，北極星核將將暫時失去對地球異界體的控制能力。為此人類軍擬定出這個雙面作戰，在破壞這些核心的同時朝北極進攻。同時為了防止被Festum讀心，各支部隊需依靠獨自的判斷戰鬥。
劇情中沒有描述到宇宙戰的部份，但人類軍有開發出用於宇宙戰的法夫那。
交戰規定
於第二季「EXODUS」中登場，由新聯合國總部所發出的戰鬥命令，其目的與亞爾維斯的「蒼穹作戰」類似。主要目的為殲滅異界體Festum及解決被異界體給同化的人類，而具體戰略則是在目標區域投下戰略武器（主要是核武器），使該區域完全焦土化。規定需絕對嚴格遵守，即使是將軍級別的指揮官亦無法覆蓋命令。以殲滅異界體Festum為最優先事項，即使在遍佈友軍及平民的戰鬥地區亦會使用戰略武器。姑勿論是平民的避難，甚至是友軍要求時間撤退亦不會被理會，因此被認為是非人道的作戰。
珀耳修斯中隊（Perseus Troop）
於第二季「EXODUS」中登場，納雷因將軍所在的珀耳修斯中隊，隸屬南亞艦隊特殊航空連隊。
阿爾戈斯小隊（Argus Troop）
於第二季「EXODUS」中登場，由達斯汀·莫甘領軍，忠實履行新聯合國中央發布的交戰規定α，除了全面消除異界體威脅以外，連帶剷除納雷因、亞爾維斯等相信掌握異界體力量而改變世界的敵對勢力。
斯利那加区域（Area Srinagar）
人類軍的納雷因將軍所管理的區域。星核「世界樹」所在的印度斯利那加区域，由於星核與Festum構築共生關係，因此生活在此區域的人不會遭受附近的Festum攻擊，同時亦使人類軍在不用擔心會被Festum讀心的情況下於此區域使用廣域通訊。星核存在的宮殿為井型建築，被稱為「圣树区（Forest Block）」。在龍宮島的派遣部隊進出入後被阿撒瀉勒型及大量異界體的攻擊，損失近半數的軍人及平民，實際上處於毀滅狀態使生存的人不得不逃離。
三重計劃（Triple Plan）
於第二季「EXODUS」中被提及。由新聯合國高層之一的赫絲特·蓋洛普主導並實行的人類的救濟計劃，其主旨為「擊敗敵人，構築人類生存圈並防止外敵侵略」。由於赫絲特認為納雷因將軍願同異界體共存的選擇將會推翻此計劃，故未警告納雷因將軍斯利那加區域或遭阿撒瀉勒型攻擊並令南亞艦隊對斯利那加區域執行交戰規定。
Triple Plan由三個作戰計劃組成，分別是Shutter作戰、作戰及天堂之門作戰，表面上新聯合國對外宣稱三個作戰皆以失敗告終，但其實只是為「第四計劃 紅鞋作戰」作掩飾。
Shutter作戰
Triple Plan其中之一。為確保人類的生物圈而建造的設有屏障啓動裝置的防禦壁並嘗試將異界體封鎖在屏障內。但如今屏障裝置已無法啟動，結果只是形成大量異界體的聚集地。
作戰
Triple Plan其中之一。以殲滅異界體為目的是交戰規定的基礎。
天堂之門作戰
Triple Plan其中之一。與攻打北極星核時的計劃同名，目的為復活人工衛星。雖然新聯合國對外宣稱作戰失敗，但事實上新聯合國總部為了獨佔衛星而將復活成功的事加以隱藏，並將於天堂之門作戰中所得的星核碎片與人工衛星進行同化，變異為阿撒瀉勒型。
第四計劃 紅鞋作戰
Triple Plan的正體。計劃目的是消滅Festum因子、選出不會被感染的體質特異者（大約五萬人）並殲滅其餘的二十億人類及異界體。

### 星核
星核
作為Festum的腦及中樞的存在，高密度集積情報的光子結晶體。全宇宙存在著無數的星核，本來只是將知識記憶化的存在，會對吸收的情報有所反應的是非常罕見。於第一季本篇內只有北極星核及瀨戶內海星核登場。而在公式的設定中，在太古時代時有一顆其他系統的星核（超古代星核）來到地球，而其是使人類由類人猿進化至人的主要原因，後來因人類的大幅進化而極度縮小。之後與人類的染色體同化並共同遺傳，導致異界體Festum能讀取人類內心。
超古代星核
遠古時代來訪地球的異界體。是人猿進化為近代人類的主因，之後因為人類的大幅進化而極度縮小。在現代也和人類的染色體同化並且共同遺傳，因此異界體可以讀取人類的內心。也有人可以感覺到潛藏於染色體的星核之力，感應到其他異界體的存在。
瀨戶內海星核
被超古代星核所吸引，因而來訪地球的另一顆星核。於西元2085年被發現的星核，亦是令「日本內的所有生命體喪失受孕能力」的元因。於瀨戶內海海底的巨大隕石坑被發現，在之後的研究中更出現主張存在超古代星核，且人類進化的主因是星核的影響的學說。其後星核被分成三份，交由艾貝利希機關、日本自衛隊及國際能源研究公社（鞘的娘家）來保管。隨著2114年異界體斷斷續續的出現，瀨戶內海星核受到影響開始增殖。在西元2116年之後日本人的出生率便急速降低，兩年後政府公佈國內的新生兒人數為零。經由艾貝利希機關的調查得知，異界體的核心──也就是賴戶內海星核所釋放的毒素剝奪日本人的受孕能力。恐防污染會擴大的新聯合國最終在西元2118年時對日本實施核攻擊，使日本列島被消滅。之後為進行研究而被公藏回收星核的碎片。如今這顆星核的碎片在Arcadian Project中被分割，分別用作齊格飛系統、布倫希爾德系統以及神劍型法夫那的核心真壁紅音與這顆星核產生共鳴，因而發現潛藏在染色體中的超古代星核之力。另外皆城兄妹的母親鞘也與其同化，之後隨著仍是胎兒狀態的乙姬不斷成長，這顆星核也進行自我進化，並且誕生成為屬於人類的星核。
現時龍宮島的星核所使用的是瀨戶內海星核的三份的其中之一，該星核在邂逅史彥等人後進化成生物圈，自行將本身轉化為島內的空氣。在與乙姬完全一體化後理解「生命的生死循環」，其結果使弓子與道生育有一名自然受孕的孩子（指的是美羽）。另外蓬萊島上的一份（CV：白鳥由里）歸人類軍管理後改名「亞瓦隆」，後來被異界體同化變成伊敦。海神島上的一份（CV：石川靜）則在歸人類軍管理、改名「亞特蘭提斯」並毀滅與奪去，用以生產「人偶（パペット）」，被迫不斷透過分身經歷生與死的循環，在長期被人類軍強行操作並吸收遇害島民的憎恨之後心靈徹底崩壞成為只知憎恨但連理由都遺忘的絕望的存在。
北極星核
於西元2114年飛往北極製造出大量且統一遍佈全地球的Festum，以「同化全地球的生命體」為目的的星核。在西元2113年從宇宙發出「你，在那裡嗎？」的問題，之後因接收到地球人類以電波信號所發送的回答而飛往地球，且斷續地製造Festum並指派它們進行侵略。往各地派遣質問者（人面獅身型）並將每一個情報進行收集、解析及學習，然後送出作相應進化的新型Festum。最終派遣主宰型（伊敦）以間諜的形式潛入人類軍中樞。同時定期對龍宮島進行攻擊，以解析法夫那。其後在發現齊格飛系統時命令伊敦奪取，並在之後由人類所發動的總攻擊中作王牌使用。在月球背面中擁有大量北極星核的分身（小型星核），而人類軍的「天堂之門作戰」便是為摧毀此網絡。第一季中在「蒼穹作戰」時開始行動，外表如同一個巨大的金字塔而核心則包覆其中並不斷朝宇宙上升，企圖與外太空的Festum共同將地球完全覆蓋，但最後被一騎和真矢擊落。第二季「EXODUS」中其碎片誕生阿撒瀉勒型異界體，並於第13集得知此星核被人類軍稱為「Polaris」。
新星核
於劇場版登場。是在蒼穹作戰後所誕生的小型星核之一。本打算理解[[生命的循環，但由於新聯合國的攻擊而理解到痛楚和憎恨。之後因此星核的干涉而誕生出Festum亞種及艾奧羅斯型等新型Festum。第二次蒼穹作戰時曾經以龍宮島的防衛技術「偽裝鏡面」來避過其偵測，最後因與日野美羽的對話和來主操的要求而理解「生命的生死循環」並誕生出一個和類似人類的胚胎。後來於「EXODUS」時再次登場且偽裝成外表酷似UFO的阿撒瀉勒型，在收到美羽及艾梅莉的信息後解除偽裝並解救她們。
世界樹「阿育王」
第二季登場的星核，由新聯合國的納雷因將軍所掌握。位於新聯合國斯利那加區域，並與斯利那加的周邊地域的Festum構築共生關係。外型為一棵延伸至天空的巨大的樹，而底部為一古井，其中寄宿着艾梅莉帶來的星核碎片。此星核被納雷因等人稱為「世界樹」。在龍宮島派遣部隊到達後的翌日被來犯的阿撒瀉勒型破壞。在第二季26集已成為海神島的新的核。
牽牛星（Altair）
第二季第3話中首現的星核。人類軍曾嘗試與其通訊但無結果，軍方認為有著妨礙人類通訊的存在——阿撒瀉勒型異界體——並相信若牽牛星抵達地球同阿撒瀉勒型異界體相會會使人類將陷入更深的絕望之中。在第6話時美羽透過世界樹向牽牛星直接對話，但牽牛星考量到美羽年紀不能跟自己對話的原因直接讓她快速成長。雖然擁有壓倒地球上所有勢力的力量卻是不論任何一方都無法與之溝通的存在，織姬透過美羽將聲音傳達過去後決定將它封印在龍宮島上一起「沉睡」，直到雙方都準備好溝通的來臨。

### Festum
異界體
身體超過99%由矽元素所構成的生命體。以將其他生物同化為目的而行動。存在著不同的種類。透過每個核心，全體能共有由星核所發出的情報及意志。Festum擁有基本的固有意志，而沒有個體的概念。各個Festum只是將被視為「腦」的星核的命令進行具現化的「手足」，一旦核心部分被完全破壞便會消滅。在異界體並未實體化前無法由任何現象觀察到它們的存在，而它們亦需要藉由實體化來接觸地球上的物體。實體化後外表呈現金色，具有各式能力。起初無法於海中活動，之後在進化後便能活動。
矽型生命體異界體的最終目的，是要將宇宙回歸於無，轉移到更高一層的次元。藉由與其他生命體的同化，可以將一切生命合而為一，並且獲得該生物的能力，而這也代表著異界體本身的進化。為此只要對他們的訊息回答「Yes」的生命體將被同化，回答No則被視為「不必要的生物」而進行攻擊。
人面獅身型
於第1話初次襲擊龍宮島的Festum的類型。劇中最常出現的一型。經常會詢問「你，在那裡嗎？」，回答「YES」的人會被同化，而回答「NO」的人則會被攻擊。主要以小型黑洞和觸手進行攻擊。此形態的Festum被稱為「A型種」。
人面獅身B型種
於第二季「EXODUS」登場。與其他的人面獅身型不同，此型擁有健壯的四肢。能使用多項能力，包括能連續發射小型黑洞、使用昴宿星團型（母體）的光學迷彩、雙手可改變型態以及製造與本體持有同樣能力但沒有核心的分身等。
人面獅身C型種
人面獅身A型的進化型式。可以變換為巡航狀態，主要負責回報異界體在宇宙空間的活動。
比A型種更大，在巡航形態下能以高速進行戰鬥。已確認於宇宙空間活動。
人面獅身D型種
在人面獅身型中最擅長遠距離攻擊，弱點在於近距離戰鬥。
與C型種同樣大型，長的頭部及手部為其特徵。
人面獅身E型種
於劇場版登場。與C型種擁有同樣的外表，背部搭載了類似無軌道炸彈的物質，能使用作轟炸。
地底巨獸型
也有著「單體生殖者」的意義。會從體內分裂出複數的格倫戴爾型讓其攻擊。另外似乎也大多以群體方式出現。
格倫戴爾型
擁有怪物異名的小型異界體。大概只比一般的汽車大一點。會像是螞蟻一樣犧牲同伴不斷襲擊而來。以三足步行的小型種Festum。擁有大量個體，以群體出擊，在機動性上擁有優勢，通常進行入侵建築物等行動。但相反，單體的戰鬥能力較低，即使被步槍擊中亦會被消滅，因此大多數是以數量取勝而非質量。
昴宿星團型（母體）
可以生成隱形帷幕，並自行從腹部的裂縫誕生出複數的「子」展開集體行動。宛如眼睛的部份可以發射等離子砲。 第16話引導小型Festum襲擊龍宮島的Festum。與其他Festum相比，此種具有較高的戰鬥能力。外表酷似大型魚類，其眼睛能放出光線，且能生出昴宿星團型（子體）進行自殺攻擊，而本體則會隱藏起來。於第二季「EXODUS」中，將原本從眼部射出的同化攻擊轉換為從整個頭部以花瓣型態展開的巨型砲擊。
昴宿星團型（子體）
小型Festum，由昴宿星團型（母體）大量製造。為奪取目標，會以自爆（同化）給予目標傷害。單體的破壞力等於被戰車破壞的程度，密集的子體破壞力會飛躍性地增加。
凝結生成型
也被稱為「人面獅身型之卵」。會展開宛如巨大翅膀的部位進行同化。
主宰型
能指揮其他Festum的上級Festum，擁有獨立思考。於劇中登場的主宰型包括伊敦及妙尼爾。平時會化為被其同化的人類的外表，在戰鬥時會變化為人面獅身型的形態。
核心型
人類與Festum的融合獨立個體，具有自我，世界只有極少數存在。劇中登場的三個核心型都是來自瀨戶內海星核的系譜。
皆城乙姫→皆城織姫
屬於龍宮島的個體。
第二亞爾維斯的核心（聲：白鳥由里）
於第一季登場，外型為妹妹頭的少年。被伊敦給同化。
亞特蘭蒂斯的核心（聲：石川靜）
於「EXODUS」登場，外貌為金髮且似乎和乙姬/織姬同年齡的男孩。原本是第三亞爾維斯（亞特蘭蒂斯）的核心並與島民共存，但島民遭到人類軍的攻擊被殺害，而自身核心被新聯合國奪走後用作同化於天堂之門作戰中所得的星核碎片並待在普羅米修斯的巖窟。在同化光弘後獲得自由只知一昧地贈恨世間的有形事物卻不知理由何在。
從屬型
不具備同化能力的Festum。是人類被異界體Festum同化後仍能保持自我的類型，如春日井甲洋。
聖甲蟲型
外表類似水母和蕈類植物的Festum。具有會對周圍的物件進行同化，從而使自身不斷巨大化的性質。
聖甲蟲R型
聖甲蟲型是會同化周圍的物體不斷成長，到最後蛻變成為會生根的植物型異界體。這種成長過的異界體被稱為R型。R型不只是會進行同化，還擁有抵擋攻擊的防禦手段，可說是聖甲蟲型的最終完美型態。要是從外部進行攻擊，它會將攻擊的能量逆向利用，產生扭曲空間絞住法夫那的機身。法夫那受到這種攻擊並不會啟動疼痛阻斷機制，使得駕駛員感受到激烈的痛楚。
於第二季「EXODUS」中，能形成減低波動屏障的特殊力場，並能與人面獅身D型種同化以進行同化射擊。
聖甲蟲J型
劇場版登場的聖甲蟲型的亞種。使用著聖甲蟲型本來的戰鬥方式，具有散佈類似枯葉劑的毒素的能力。
利維坦型
於第一季中的天堂之門作戰（蒼穹作戰）時登場的Festum。能於水中活動，並強化水中戰的作戰能力。擁有花瓣狀的大口，能透過吞食並同化目標。「EXODUS」的第18話時出現大小與龍宮島相當的超巨型個體。
Ousia型
於前傳「Right of Left」登場。在「RoL」時期被認為是Festum一方的主要戰力，是人面獅身型進化前的行態與「Titan-model」為同樣巨型的Festum。具有能生成Sea Mortal型的能力，無法於海中活動。直到《EXODUS》時都還無法在海中活動。
Sea Mortal型
模仿戰鬥機的小型Festum。與格倫戴爾型同樣，主要是以數量取勝。
Sea Mortal A型種
於前傳「RoL」登場。外型為具有觸手的飛機，被觸手刺中便會被同化。
Sea Mortal B型種
於第二季「EXODUS」登場。外型為具有手指和眼睛的飛機，被其抱住的目標會被同化。能發射楔形的小型黑洞。
艾奧羅斯型
於劇場版HEAVEN AND EARTH登場。為人型的Festum，腕部會透過同化轉換為人類武器來進行攻擊（主要為重砲），也懂得如人類般使用戰術作戰。與一般的異界體的顏色不同，其顏色是紅色的。於「EXODUS」時再次登場。
阿撒瀉勒型
於第二季「EXODUS」登場。由北極星核的碎片中誕生，對人類保有敵意的大型Festum，會妨礙和攻擊打算與接近地球的新星核「牽牛星」共存和對話的人。已確認有數體存在，能抵禦核爆所產生的衝擊波。
阿撒瀉勒A型種 Walker
面部被面具覆蓋、外表為巨大人型的阿撒瀉勒型。下半身處於被海水淹沒的狀態，手指間具有一層蹼。外觀其實只是投影，核心潛藏在海底化成海水，隱身於海流當中追蹤著龍宮島的動向。
擁有製造、命令其他異界體的能力，會學習龍宮島的戰鬥方式並逐步將對抗手段反映到其麾下的異界體上，自交戰起不斷以逐漸進化的小規模部隊和逐步改良的戰術試探龍宮島的能力極限，自己卻從來沒有真正現身。人面獅身型B型種常和它一起出現。在破滅未來裡遭受一騎和卡農的聯手攻擊輕易捅死。於第20話因甲洋所駕駛的Mark Vier的攻擊而撤退。最終被Vagrant同化並去攻擊登陸海神島的法夫那部隊，在Mark Sechs改和Zero Fafner的連攜攻擊下核心遭直擊粉碎而被消滅。
阿撒瀉勒B型種 Road Runner
外表為半人半馬的阿撒瀉勒型。擁有十分高的防禦力，即使遭到核攻擊表皮亦只是被燒傷，攻擊手段包括放出與核爆相當的大規模爆炸。於一年前的夏威夷生存圈戰爭中初次出現，防御力則令兩機救世主型聯手也費盡力氣才突破，更具備與巨大體型不相稱的運動能力，於第10話被一騎和總士所駕駛的Mark Sein及Mark Nicht消滅，但至為關鍵的核心（北極星核碎片）則在本體被消滅前逃去。之後在其他地方打算重新構建身體時被Aviator奪走並吞噬核心。迪亞布羅型常和它一起出現。
阿撒瀉勒C型種 Aviator
外表為背著一個貝殼的青蛙臉的阿撒瀉勒型。可操縱天象，雷擊的威力足以一發摧毀人類軍的法夫那。第10話時把在其他地方正在重新構建身體的Road Runner壓制住並吞噬其核心，在這之後一直率軍追擊帶著「世界樹」逃亡的隊伍（納雷因軍+龍宮島島外派遣隊）。擁有能跟Mark Sein及Mark Nicht匹敵的力量。在第一次遭遇戰中只有Mark Sein一機也只足以打爛它的臉，但在第二次遭遇戰中使出Road Runner的力量也用上的它終於將遭到同化現象侵襲駕駛著Mark Sein的一騎逼入困境。在第22話時即使最後肉體被Mark Sein以同化吃光，餘下的核心依然執拗地放出超高熱意圖將Mark Sein融化同歸於盡。沒有特定種類的異界體會和它一起出現，但伴隨的異界體絕大部分是Sea Mortal B型種。
阿撒瀉勒D型種 Vagrant
存於衛星軌道上的阿撒瀉勒型。是新聯合國將於天堂之門作戰中所得的星核碎片，與亞特蘭蒂斯（第三亞爾維斯）的核及人造衛星進行同化而得出的產物。新聯合國能透過其進行衛星通訊及誘導其他阿撒瀉勒型，同時亦是世上唯一的太空站。是擁有與龍宮島同樣的核心（亞特蘭蒂斯的核心被轉至新聯合國總部的普羅米修斯的巖窟以作管理）及戈爾迪亞斯結晶的特殊個體。因光弘的研究成果使核心能誕生各種型態的分身（人類軍稱為「人偶」）並為Vagrant帶來情報。而強納森亦是其中一個人偶，為人類軍傳送情報以奪走納雷因的力量。但由於核心得知新聯合國將第三亞爾維斯的島民全部殺害，加上不斷重複誕生分身及抹除其人格，使核心理解了生與死的循環且因為大量的死亡而從戈爾迪亞斯結晶學習到「憎恨」，最後使核心成長並反抗人類。在Crawler襲擊人類軍基地時正式叛變，以喬納森作為容器奪取Mark Raison並把Crawler吃掉意圖奪取所有北極星核碎片。沒有同化南太平洋生存圈的人類軍也可以通過「擊敗Crawler的Mark Raison」去影響他們的行動。可通過力場作出各式攻擊，包括吸收其他的阿薩謝爾型、降下鑽頭結晶柱同化移植到海神島的世界樹星核、反射Zero Fafner的主炮射擊。在第4次蒼穹作戰時被Zero Fafner（彗的SDP）試圖從宇宙拉至地表，其後更遭到人類軍（赫絲特一方）的核彈攻擊，最終被Zero Fafner成功拉至地表被Mark Nicht徒手捏碎核心消滅。
阿撒瀉勒E型種 Floater
來主操所在的「空母ボレアリオス」似乎被人類軍認定為E型種「Floater（フローター）」。
阿撒瀉勒F型種 Clowler
於第21話時能讓即使是最高級的世界語(Esperanto)也是直到它現身前都無法察覺其恨意。擁有凍結的力量，會將海面變成冰以造出供自己的Festum群體活動的戰場。昴宿星團型常和它一起出現。在第23話應亞特蘭提斯星核的呼喚襲擊人類軍基地，但被Vagrant操使的Mark Raison連同核心整個吸光並同化掉。之後被投入第四次蒼穹作戰攻擊海神島，在總士、甲洋和操的連攜攻擊下被扯出核心破壞而消滅。
德爾菲妮型
於第二季「EXODUS」登場。擁有蛇型姿態的Festum，能於地底潛行，且能使用尾部攻擊並同化目標。
格里高利型
於第二季「EXODUS」第六話登場，寄生於世界樹的存在，不會危害人類，但似乎會監視希望語者（Esperanto）。
在第13話卻當著一騎與真矢的面前說出「明明大家都消失掉就好」，在第21話突然自強納森的手上出現並利用他攻擊納雷因將軍所帶領的運輸機和美羽搭乘的運輸機。實際上並非由世界樹而是由亞特蘭提斯星核所生，因為看中強納森的強烈憎恨而與他接觸藉此解放人類軍對星核的束縛。
迪亞布羅型
於第二季「EXODUS」登場。與艾奧羅斯型同為人型的Festum。腕部為槍刀]]型，能發射箭矢狀的子彈，並在子彈擊中法夫那後於短時間內進行同化，而被刺擊插中則會結晶化消滅。同時能夠生成迪亞布羅型的幼體，以同化法夫那機師並奪取法夫那的控制權。本體的戰鬥力十分高，能投放圓鋸狀的小型黑洞，並能展開十分堅固的屏障。珀爾修斯中隊在夏威夷生存圈的損傷幾乎全都是由此型造成，戈爾德中隊也有數機遭到同化。擁有被人類軍稱為「只要一體便能摧毀一隊熟練的法夫那部隊」的戰鬥力，因此被人類軍機師稱為「惡魔」。襲擊「世界樹」時表現出會瞄著法夫那駕駛艙攻擊的行徑；會殘忍地將戰亡者的駕駛艙串成串燒為樂，還會利用亡者們將他們變成與自己外形類似的幼體、寄生在其他法夫那上擴大傷害重創納雷因軍的法夫那部隊。之後在海神島登陸戰期間伴隨Walker大量出現并迅速擊潰龍宮島的法芙娜部隊，其同化能力即使是龍宮島最新的英靈型法夫那也無法輕易抵擋，同化後還能使用它們本身的SDP。
迪亞布羅型（幼體）
以被同化的人類（主要是法夫那機師）為材料所誕生的小型Festum。外型與迪亞布羅型無異。擁有非常高的同化能力及機動性，即使槍林彈雨的環境下亦能輕鬆避開。此類型的Festum主要瞄準法夫那的駕駛艙，在同化機師後控制機體。一旦被此型依附便無法取下，即使其他機體打算切開機體以回收駕駛艙及救出機師，此型亦會將受損的部份再生。在同化後被同化的機體的敵我識別系統（IFF）仍然運作，在系統上會被視為友軍機體。可藉由Mark Sein的力量解除附身。
飽和
在異界體之中，有些個體會因為所同化的事物達到某個極限，而成為「飽和」狀態且瓦解。因為飽和而瓦解的異界體，其質量會比瓦解前大幅減少，由此可以推測異界體所同化的物質，有一些看不見的部份或許被送到了四次元。它們可能是將存在的事物釋放到一個「永遠」的境界。或許「同化」並非它們的所有目的，只是整個過程中的一部份而已。日本基於這樣的假說獨自進行研究，名為法夫那的兵器也因而誕生。

## 電視動畫

### 製作人員
|            | 第一季                                       | 第二季「EXODUS」            |
| ---------- | -------------------------------------------- | --------------------------- |
| 原作       | XEBEC                                        | XEBEC                       |
| 總監督     | 不適用                                       | 能戶隆                      |
| 監督       | 羽原信義                                     | 羽原信義                    |
| 系列構成   | 山野邊一記（第1－15話） 冲方丁（第16－26話） | 冲方丁                      |
| 人物設定   | 平井久司                                     | 平井久司                    |
| 機械設定   | 鷲尾直廣                                     | 鷲尾直廣                    |
| 道具設定   | 不適用                                       | 白井瑠子                    |
| 色彩設定   | 關本美津子                                   | 關本美津子                  |
| 美術監督   | 小山俊久                                     | 青木薫、小濱俊裕            |
| 攝影監督   | 廣瀬勝利                                     | 青木隆                      |
| 3D監督     | 本間潤樹                                     | 井野元英二                  |
| 編輯       | 伊藤潤一                                     | 伊藤潤一                    |
| 音樂       | 齊藤恒芳、華沙愛樂樂團                       | 齊藤恒芳、華沙愛樂樂團      |
| 音響監督   | 三間雅文                                     | 三間雅文                    |
| 音樂制作   | STARCHILD                                    | STARCHILD                   |
| 製作人     | 中西豪、千野孝敏 能戶隆                      | 須藤孝太郎、橋本龍 龜井博司 |
| 執行製作人 | 不適用                                       | 中西豪、丸山博雄            |
| 動畫製作   | XEBEC                                        | XEBECzwei                   |
| 製作       | XEBEC、竜宮島役場                            | FAFNER EXODUS PROJECT、MBS  |

### 主題曲
第一季
片頭曲
作詞：atsuko，作曲：atsuko、KATSU，主唱：angela
第26話用作片尾曲。
片尾曲
（第1－5話、第7－8話、第10－14話、第16－19話、第25話）
作詞：atsuko，作曲：atsuko、KATSU，主唱：angela
（第6、9、21－24話）
根據「Separation」而改編的柔和版歌曲，在當有戰死者出現的一集中用作該集的片尾曲。
（第15話）
作詞：atsuko，作曲：atsuko、KATSU，編曲：KATSU，主唱：angela
（第20話）
作曲：atsuko、KATSU，編曲：KATSU
第二季
片頭曲
（第2－17話）
作詞：atsuko，作曲：atsuko、KATSU，編曲：KATSU，主唱：angela
「DEAD OR ALIVE」（第18－25話）
作詞：atsuko，作曲：atsuko、KATSU，編曲：KATSU，主唱：angela
片尾曲
（第2－17話、第26話）
作詞：atsuko，作曲：atsuko、KATSU，編曲：KATSU，主唱：angela
（第18－21話、第23－25話）
作詞：atsuko，作曲：atsuko、KATSU，編曲：KATSU，主唱：angela
插入曲
（第9、21話）
作詞：atsuko，作曲：atsuko、KATSU，編曲：KATSU，主唱：angela
（第17話）
作詞：atsuko，作曲：atsuko、KATSU，編曲：KATSU，主唱：angela
第三季
片頭曲1
作詞：atsuko，作曲：atsuko、KATSU，主唱：angela
片頭曲2
作詞：atsuko，作曲：atsuko、KATSU，主唱：angela
片尾曲1
作詞：atsuko，作曲：atsuko、KATSU，主唱：angela
片尾曲2
作詞：atsuko，作曲：atsuko、KATSU，主唱：angela
片尾曲3
作詞：atsuko，作曲：atsuko、KATSU，主唱：angela
片尾曲4
作詞：atsuko，作曲：atsuko、KATSU，主唱：angela
最終片尾曲
作詞：atsuko，作曲：atsuko、KATSU，主唱：angela

### 各話列表

#### 第1期
| 話數 | 日文標題 | 中文標題       | 劇本              | 分鏡                | 演出         | 作畫監督                    |
| ---- | -------- | -------------- | ----------------- | ------------------- | ------------ | --------------------------- |
| 1    |          | 樂園～開端     | 山野邊一記        | 羽原信義            | 孫承希       | 羽原信義、山岡信一          |
| 2    |          | 告知～生命     | 山野邊一記        | 榎本明廣            | 榎本明廣     | 高橋晃                      |
| 3    |          | 迷宮～真相     | 山野邊一記        | 鈴木吉男            | 吉川浩司     | 北郷通                      |
| 4    |          | 逃航～出航     | 山野邊一記        |                     |              | 高橋晃                      |
| 5    |          | 約束～誓約     | 山野邊一記        | 二瓶勇一            | 二瓶勇一     | 高見明男                    |
| 6    |          | 翔空～犧牲     | 山野邊一記        | 榎本明廣            | 榎本明廣     | 山岡信一、前田明寿          |
| 7    |          | 家賊～親子     | 山野邊一記        | 西沢晋              | 中津環       | 本橋秀之、大浪太            |
| 8    |          | 執著～甲洋     | 山野邊一記        | 大塚健              | うえだしげる | 高橋晃                      |
| 9    |          | 同化～分別     | 山野邊一記        | 鈴木利正            | 鈴木利正     | 高見明男、前田明寿          |
| 10   |          | 分解～錯過     | 山野邊一記        | 榎本明廣            | 榎本明廣     | 堀たえ子、山岡信一          |
| 11   |          | 新舊～人類軍   | 山野邊一記        | 二瓶勇一            | 二瓶勇一     | 高橋晃                      |
| 12   |          | 不在～焦急     | 山野邊一記 冲方丁 | 菱川直樹            | 菱川直樹     | 高橋晃                      |
| 13   |          | 侵蝕～Festom   | 山野邊一記 冲方丁 | 羽原久美子          | うえだしげる | 高見明男、松村拓哉          |
| 14   |          | 覺醒～佔領     | 山野邊一記 冲方丁 | 西沢晋 榎本明廣     | 中津環       | 本橋秀之、大浪太            |
| 15   |          | 記憶～叫喊     | 山野邊一記 冲方丁 | 大塚健              | 菱川直樹     | 高橋晃                      |
| 16   |          | 朋友～歡迎回來 | 冲方丁            | 羽原信義 二瓶勇一   | 孫承希       | 山岡信一、前田明寿          |
| 17   |          | 生存～手法     | 冲方丁            | 榎本明廣            | 榎本明廣     | 高見明男、松村拓哉          |
| 18   |          | 父親～回憶     | 冲方丁            | 菱川直樹            | 菱川直樹     | 高橋晃                      |
| 19   |          | 真矢～視線     | 冲方丁            | うえだしげる        | うえだしげる | 近藤源一郎、松村拓哉        |
| 20   |          | 燈火～靈火     | 冲方丁            | 羽原久美子 羽原信義 | 孫承希       | 高見明男                    |
| 21   |          | 咲良～未來     | 冲方丁            | 大森英敏            | 菱川直樹     | 高橋晃                      |
| 22   |          | 守護～力量     | 冲方丁            | 二瓶勇一            | 二瓶勇一     | 山岡信一、前田明寿          |
| 23   |          | 掠奪～誘餌     | 冲方丁            | 榎本明廣            | 榎本明廣     | 高見明男、松村拓哉          |
| 24   |          | 對話～Mir      | 冲方丁            | 菱川直樹            | 菱川直樹     | 菊池聡延、汐見直 長谷部敦志 |
| 25   |          | 決戰～強制     | 冲方丁            | 榎本明廣            | 榎本明廣     | 高橋晃                      |
| 26   |          | 蒼穹～天空     | 冲方丁            | 羽原信義 鷲尾直廣   | 羽原信義     | 羽原信義、山岡信一 前田明寿 |

#### 第2期
| 話數            | 日文標題        | 中文標題        | 劇本            | 分鏡                                  | 演出                | 作畫監督                                                       | 作畫監督          |
| 話數            | 日文標題        | 中文標題        | 劇本            | 分鏡                                  | 演出                | 角色                                                           | 機械              |
| 「EXODUS」第1輯 | 「EXODUS」第1輯 | 「EXODUS」第1輯 | 「EXODUS」第1輯 | 「EXODUS」第1輯                       | 「EXODUS」第1輯     | 「EXODUS」第1輯                                                | 「EXODUS」第1輯   |
| --------------- | --------------- | --------------- | --------------- | ------------------------------------- | ------------------- | -------------------------------------------------------------- | ----------------- |
| 1               |                 | 來訪者          | 冲方丁          | 羽原信義                              | 蛭川幸太郎 羽原信義 | 長屋侑利子                                                     | 大浪太            |
| 2               |                 | 希望之名是      | 冲方丁          | 實原登                                | 高橋秀彌            | 白井瑤子                                                       | 古川信之          |
| 3               |                 | 對話的代價      | 冲方丁          | 羽原久美子                            | 蛭川幸太郎          | 岡田万衣子                                                     | 岡田万衣子        |
| 4               |                 | 繼承者們        | 冲方丁          | 實原登                                | 菱川直樹            | 長屋侑利子                                                     | 酒井秀基          |
| 5               |                 | 前往新世界      | 冲方丁          | 羽原信義                              | 羽原信義            | 實原登 白井瑤子                                                | 古川信之          |
| 6               |                 | 祝福之時        | 冲方丁          | 大塚健 蛭川幸太郎 能戶隆              | 孫承希              | 白井瑤子 長屋侑利子 藤原奈津子                                 | 大浪太            |
| 7               |                 | 新次元戰鬥      | 冲方丁          | 大倉雅彥                              | 鈴木利正            | 實原登                                                         | 古川信之          |
| 8               |                 | 夢想著和平      | 冲方丁          | 山岡信一                              | 高橋秀弥            | 長屋侑利子                                                     | 大浪太            |
| 9               |                 | 兩位英雄        | 冲方丁          | 寺岡巌                                | 能戸隆              | 白井瑶子                                                       | 大浪太            |
| 10              |                 | 前往希望之地    | 冲方丁          | 寺岡巌 菱川直樹 羽原信義              | 長澤剛              | 山岡信一 石原満                                                | 松村拓哉          |
| 11              |                 | 變貌            | 冲方丁          | 羽原久美子                            | 菱川直樹            | 萩原省智、辻浩樹 臼田美夫、山口光紀 清水陽一                   | 古川信之          |
| 12              |                 | 戰場的孩子們    | 冲方丁          | 實原登                                | 高橋秀弥            | 實原登、白井瑶子 野本正幸                                      | 古川信之          |
| 13              |                 | 黑暗中的未來    | 冲方丁          | 鈴木利正                              | 鈴木利正            | 白井瑶子、長屋侑利子 岡田万衣子                                | 大浪太 松村拓哉   |
| 「EXODUS」第2輯 |                 |                 |                 |                                       |                     |                                                                |                   |
| 14              |                 | 黎明行軍        | 冲方丁          | 大塚健                                | 羽原信義            | 長屋侑利子、白井瑤子                                           | 古川信之          |
| 15              |                 | 交戰規定α       | 冲方丁          | 多田俊介                              | 多田俊介            | 實原登、小宮山由美子 石動仁                                    | 大浪太            |
| 16              |                 | 生命的去向      | 冲方丁          | 吉田英俊                              | 能戸隆              | 長屋侑利子、白井瑤子                                           | 古川信之          |
| 17              |                 | 永訣之火        | 冲方丁          | 鈴木利正                              | 鈴木利正            | 長屋侑利子、白井瑤子                                           | 大浪太            |
| 18              |                 | 重蹈覆轍        | 冲方丁          | 大塚健                                | 長澤剛              | 山口光紀、萩原省智 高橋慶江、木下由衣 長屋侑利子（總作畫監督） | 古川信之          |
| 19              |                 | 生者的誓言      | 冲方丁          | 山岡信一                              | 高橋秀彌            | 實原登                                                         | 古川信之          |
| 20              |                 | 戰士的回歸      | 冲方丁          | 鷲尾直廣 矢薙                         | 矢野孝典            | 長屋侑利子、萩原省智 山口光紀、小宮山由美子 石動仁             | 古川信之          |
| 21              |                 | 覺醒之時        | 冲方丁          | 羽原信義 矢薙                         | 中島大輔            | 山岡信一、山本彩 加藤優、藤原奈津子                            | 西井正典          |
| 22              |                 | 憎恨的記憶      | 冲方丁          | 寺岡巌 能戸隆                         | 能戸隆              | 白井瑤子                                                       | 大浪太            |
| 23              |                 | 沒緣由的力量    | 冲方丁          | 長澤剛                                | 長澤剛              | 實原登、高見明男                                               | 新井達也          |
| 24              |                 | 第三亞爾維斯    | 冲方丁          | 久行宏和                              | 矢野孝典            | 長屋侑利子                                                     | 古川信之          |
| 25              |                 | 蒼穹作戰        | 冲方丁          | 山岡信一 寺岡巌                       | 上坪亮樹            | 山岡信一、前田明寿 加藤俊、岸本誠司                            | 西井正典 松村拓哉 |
| 26              |                 | 龍宮島          | 冲方丁          | 矢薙じょう 鷲尾直広 山岡信一 羽原信義 | 能戸隆 羽原信義     | 白井瑶子、平井久司 長屋侑利子、実原登                          | 大浪太            |

### 播放電視台
日本深夜動畫：下文記載的日本国内播放時間使用日本標準時間（UTC+9）表示。因為部分時間标识會採用30小时制，因此請留意这类超过24:00的时间，其實際播放時間為翌日清晨。
| 播放地區                       | 播放電視台     | 播放日期                 | 播放時間（UTC+9）                             | 備註                                                 |            |
| 蒼穹之戰神                     | 蒼穹之戰神     | 蒼穹之戰神               | 蒼穹之戰神                                    | 蒼穹之戰神                                           | 蒼穹之戰神 |
| ------------------------------ | -------------- | ------------------------ | --------------------------------------------- | ---------------------------------------------------- | ---------- |
| 關東廣域圈                     | 東京電視台     | 2004年7月5日－12月27日   | 星期一 1時30分－2時00分（星期日深夜）         |                                                      |            |
| 愛知縣                         | 愛知電視台     | 2004年7月6日－12月28日   | 星期二 1時28分－1時58分（星期一深夜）         |                                                      |            |
| 北海道                         | TV北海道       | 2004年7月6日－12月28日   | 星期二 2時00分－2時30分（星期一深夜）         |                                                      |            |
| 福岡縣                         | TVQ九州放送    | 2004年7月6日－12月28日   | 星期二 2時55分－3時25分（星期一深夜）         |                                                      |            |
| 大阪府                         | 大阪電視台     | 2004年7月7日－12月28日   | 星期三 3時10分－3時40分（星期二深夜）         |                                                      |            |
| 岡山縣、香川縣                 | 瀨戶內電視台   | 2004年7月9日－12月29日   | 星期五 2時00分－2時30分（星期四深夜）         |                                                      |            |
| 東京都                         | 東京都會電視台 | 2010年12月13日－12月29日 | 平日 19時00分－20時00分                       | 獨立局 記念劇場版公開而連續播放兩話。來源為DVD版本。 |            |
| 蒼穹之戰神『EXODUS』（第一期） |                |                          |                                               |                                                      |            |
| 近畿廣域圈                     | 每日放送       | 2015年1月9日－4月3日     | 星期五 2時19分－2時49分（星期四深夜）         | 製作局／「Animeism」第2部（B2）                      |            |
| 關東廣域圈                     | TBS電視台      | 2015年1月10日－4月4日    | 星期六 2時25分－2時55分（星期五深夜）         |                                                      |            |
| 中京廣域圈                     | CBC電視台      | 2015年1月10日－4月4日    | 星期六 3時12分－3時42分（星期五深夜）         |                                                      |            |
| 日本全域                       | BS-TBS         | 2015年1月11日－4月5日    | 星期日 0時30分－1時00分（星期六深夜）         | BS放送                                               |            |
| 日本全域                       | AT-X           | 2015年1月22日－4月16日   | 星期四 21時30分－22時00分                     | CS放送 有重播                                        |            |
| 日本全域                       | niconico生放送 | 2015年1月11日－4月5日    | 星期日 23時00分－23時30分                     |                                                      |            |
| 日本全域                       | niconico頻道   | 2015年1月11日－4月5日    | 星期日 23時30分 更新                          |                                                      |            |
| 香港                           | Animax         | 2015年12月8日－12月29日  | 星期一至二 22:00－23:00 12月29日 22:00－22:30 | UTC+8 有重播                                         |            |
| 臺灣                           | Animax HD      | 2016年1月29日－2月10日   | 每日20:30 - 21:00                             | UTC+8 含中配、重播時段                               |            |
| 臺灣                           | Animax         | 2016年3月14日－3月26日   | 每天22:30－23:00                              | UTC+8 含中配、重播時段                               |            |
| 蒼穹之戰神『EXODUS』（第二期） |                |                          |                                               |                                                      |            |
| 關東廣域圈                     | TBS電視台      | 2015年10月3日－          | 星期六 2時25分－2時55分（星期五深夜）         |                                                      |            |
| 近畿廣域圈                     | 每日放送       | 2015年10月3日－          | 星期六 2時40分－3時10分（星期五深夜）         | 製作局／「Animeism」第2部（B2）                      |            |
| 中京廣域圈                     | CBC電視台      | 2015年10月3日－          | 星期六 3時13分－3時43分（星期五深夜）         |                                                      |            |
| 日本全域                       | BS-TBS         | 2015年10月4日－          | 星期日 0時30分－1時00分（星期六深夜）         |                                                      |            |
| 日本全域                       | AT-X           | 2015年10月21日－         | 星期三 21時30分－22時00分                     | 有重播                                               |            |
| 臺灣                           | Animax         | 2016年8月11日－8月23日   | 每日（週二以外） 22:30 - 23:00                | UTC+8 含中配、重播時段                               |            |
| 臺灣                           | Animax HD      | 2016年9月11日－9月23日   | 每日（週六以外）20:30 - 21:00                 | UTC+8 含中配、重播時段                               |            |
| 香港                           | Animax         | 2016年8月29日－9月6日    | 星期一至五 18:30－19:30 8月29日 19:00－19:30  | UTC+8 有重播                                         |            |

## 前傳「Right of Left」

### 製作人員
- 原作：XEBEC
- 企畫：大月俊倫、下地志直
- 監督：羽原信義
- 劇本：冲方丁
- 人物設定：平井久司
- 機械、道具設計：鷲尾直廣
- 分鏡：鈴木利正、菱川直樹、山岡信一、羽原信義
- 演出：鈴木利正、羽原信義
- 人物作畫監督：高見明男、山岡信一
- 機械作畫監督：前田明壽
- 色彩設計：關本美津子
- 3D監督：本間潤樹
- 美術監督：小山俊久
- 攝影監督：廣瀬勝利
- 編輯：伊藤潤一
- 音響監督：三間雅文
- 音樂：齊藤恒芳
- 音樂制作：STARCHILD
- 製作人：中西豪、千野孝敏、能戶隆
- 製作：XEBEC・PLAN L

### 主題歌
片頭曲
作詞：atsuko，作曲：atsuko、KATSU，主唱：angela
片尾曲
作詞：atsuko，作曲：atsuko、KATSU，主唱：angela
插入歌
作詞：atsuko，作曲：atsuko、KATSU，主唱：angela

## 劇場版「HEAVEN AND EARTH」

### 製作人員
- 原作：XEBEC
- 企畫：大月俊倫、下地志直
- 總監督：能戸隆
- 監督：鈴木利正
- 劇本：冲方丁
- 人物設定、人物監修：平井久司
- 機械設定：鷲尾直廣
- 分鏡：寺岡巌、鈴木利正
- 演出：鈴木利正、能戸隆、高橋秀弥
- 人物作畫監督：山岡信一、伊藤裕次、深澤謙二、高見明男、河野悦隆
- 機械作畫監督：大浪太、前田明壽
- 道具設計：淺賀和行、朱未穂義人
- 顯示器設計、攝影監督：青木隆
- CGI總監：井野元英二
- 色彩設計：關本美津子
- 美術監督：鈴木路恵
- 編輯：伊藤潤一
- 音樂：齊藤恒芳
- 音響監督：三間雅文
- 監修：羽原信義
- 製作人：中西豪
- 動畫制作：XEBEC
- 製作：蒼穹之戰神 HEAVEN AND EARTH製作委員會（國王唱片、Movic、KlockWorx、Production I.G、XEBEC）
- 製作：FAFNER PROJECT

### 主題歌
主題曲
作詞：atsuko，作曲：atsuko、KATSU，主唱：angela
插入曲
作詞：atsuko，作曲：atsuko、KATSU，主唱：angela

### 播放電視台
| Animax 2015年2月18日－2月23日 23:00－隔天01:00 節目 | Animax 2015年2月18日－2月23日 23:00－隔天01:00 節目  | Animax 2015年2月18日－2月23日 23:00－隔天01:00 節目 |
| --------------------------------------------------- | ---------------------------------------------------- | --------------------------------------------------- |
|                                                     | 蒼穹之戰神劇場版：HEAVEN AND EARTH （2015年2月19日） |                                                     |
| 魔導少年劇場版：鳳凰巫女                            | 犬夜叉劇場版：跨越時代的思念                         |                                                     |

## 關連商品

### 藍光／DVD
| 卷數                       | 名稱                        | 發售日期       | 收錄話數                     | 規格編號                  | 規格編號                                 |
| 卷數                       | 名稱                        | 發售日期       | 收錄話數                     | 藍光                      | DVD                                      |
| 第1期                      | 第1期                       | 第1期          | 第1期                        | 第1期                     | 第1期                                    |
| -------------------------- | --------------------------- | -------------- | ---------------------------- | ------------------------- | ---------------------------------------- |
| 1                          | Arcadian project 01         | 2004年10月6日  | 第1話－第3話                 | 不適用                    | KIBA-1101                                |
| 2                          | Arcadian project 02         | 2004年11月3日  | 第4話－第6話                 | 不適用                    | KIBA-1102                                |
| 3                          | Arcadian project 03         | 2004年12月1日  | 第7話－第9話                 | 不適用                    | KIBA-1103                                |
| 4                          | Arcadian project 04         | 2005年1月13日  | 第10話－第12話               | 不適用                    | KIBA-1104                                |
| 5                          | Arcadian project 05         | 2005年2月2日   | 第13話－第15話               | 不適用                    | KIBA-1105                                |
| 6                          | Arcadian project 06         | 2005年3月2日   | 第16話－第18話               | 不適用                    | KIBA-1106                                |
| 7                          | Arcadian project 07         | 2005年4月6日   | 第19話－第21話               | 不適用                    | KIBA-1107                                |
| 8                          | Arcadian project 08         | 2005年5月6日   | 第22話－第24話               | 不適用                    | KIBA-1108                                |
| 9                          | Arcadian project 09         | 2005年6月8日   | 第25話－第26話               | 不適用                    | KIBA-1109                                |
| *                          | Arcadian memoryⅠ 追憶的樂園 | 2005年11月2日  | 第1話－第16話                | 不適用                    | KIBA-1155                                |
| *                          | Arcadian memoryⅡ 對話的世界 | 2006年1月12日  | 第17話－第26話               | 不適用                    | KIBA-1156                                |
| *                          | 蒼穹之戰神 DVD-BOX          | 2009年2月4日   | 第1話－第26話、前傳          | 不適用                    | KIBA-91613～91623                        |
| *                          | 蒼穹之戰神 BD-BOX           | 2012年11月21日 | 第1話－第26話、前傳          | KIXA-90214～90222         | 不適用                                   |
| 前傳『RIGHT OF LEFT』      |                             |                |                              |                           |                                          |
| *                          | 蒼穹之戰神 RIGHT OF LEFT    | 2006年4月5日   | 不適用                       | 不適用                    | KIBA-1298（通常版） KIBA-91298（特別版） |
| 劇場版『HEAVEN AND EARTH』 |                             |                |                              |                           |                                          |
| *                          | 蒼穹之戰神 HEAVEN AND EARTH | 2011年9月21日  | 不適用                       | KIXA-90140 （初回限定版） | KIBA-1848 （通常版）                     |
| 第2期『EXODUS』            |                             |                |                              |                           |                                          |
| 1                          | 蒼穹之戰神 EXODUS 1         | 2015年2月4日日 | 第1話（未剪輯完全版）－第2話 | KIXA-487                  | KIBA-2180                                |
| 2                          | 蒼穹之戰神 EXODUS 2         | 2015年3月11日  | 第3話－第4話                 | KIZX-197                  | KIZB-185                                 |
| 3                          | 蒼穹之戰神 EXODUS 3         | 2015年4月8日   | 第5話－第6話                 | KIZX-199                  | KIZB-187                                 |
| 4                          | 蒼穹之戰神 EXODUS 4         | 2015年6月17日  | 第7話－第8話                 | KIZX-201                  | KIZB-189                                 |
| 5                          | 蒼穹之戰神 EXODUS 5         | 2015年7月15日  | 第9話－第10話                | KIZX-203                  | KIZB-191                                 |
| 6                          | 蒼穹之戰神 EXODUS 6         | 2015年8月5日   | 第11話－第13話               | KIXA-488                  | KIBA-2181                                |
| 7                          | 蒼穹之戰神 EXODUS 7         | 2015年12月23日 | 第14話－第15話               | KIXA-490                  | KIBA-2183                                |
| 8                          | 蒼穹之戰神 EXODUS 8         | 2016年1月27日  | 第16話－第17話               | KIZX-205 ～ 206           | KIZB-193 ～ 194                          |
| 9                          | 蒼穹之戰神 EXODUS 9         | 2016年2月24日  | 第18話－第19話               | KIZX-207 ～ 208           | KIZB-195 ～ 196                          |
| 10                         | 蒼穹之戰神 EXODUS 10        | 2016年3月23日  | 第20話－第21話               | KIZX-209 ～ 210           | KIZB-197 ～ 198                          |
| 11                         | 蒼穹之戰神 EXODUS 11        | 2016年4月27日  | 第22話－第23話               | KIZX-211 ～ 212           | KIZB-199 ～ 200                          |
| 12                         | 蒼穹之戰神 EXODUS 12        | 2016年5月25日  | 第24話－第26話               | KIXA-491 ～ 492           | KIBA-2184 ～ 2185                        |

### CD
| 發售日                     | 名稱                                                           | 規格編號                                     |
| 第1期                      | 第1期                                                          | 第1期                                        |
| -------------------------- | -------------------------------------------------------------- | -------------------------------------------- |
| 2004年5月26日              | fly me to the sky                                              | KICM-3069（普通版） KICM-93069（附送DVD版）  |
| 2004年8月4日               | Shangri-La                                                     | KICM-3075                                    |
| 2004年10月27日             | FAFNER in the azure─NO WHERE─ ～蒼穹之戰神 BGM＆Drama Album～  | KICA-660～661                                |
| 2004年12月22日             | 一騎－Flugel－                                                 | KICA-663                                     |
| 2004年12月22日             | 總士－terra－                                                  | KICA-664                                     |
| 2004年12月22日             | 真矢－azul－                                                   | KICA-665                                     |
| 2005年2月23日              | FAFNER in the azure─NOW HERE─ ～蒼穹之戰神 BGM＆Drama AlbumⅡ～ | KICA-687～688                                |
| 2008年12月25日             | 約束                                                           | KICM-1258                                    |
| 2009年1月7日               | 蒼穹之戰神 CD－BOX                                             | KICA-9956～9960                              |
| 前傳『RIGHT OF LEFT』      |                                                                |                                              |
| 2005年8月3日               | DEAD SET                                                       | KICM-3107                                    |
| 2005年12月21日             | Peace of mind                                                  | KICM-3118                                    |
| 2006年3月8日               | 蒼穹之戰神 RIGHT OF LEFT Original Soundtrack ～                | KICA-770                                     |
| 劇場版『HEAVEN AND EARTH』 |                                                                |                                              |
| 2010年8月25日              | 蒼穹之戰神 HEAVEN AND EARTH Image Mini Album                   | KIZC-72～73                                  |
| 2010年12月22日             | 蒼穹                                                           | KICM-3222                                    |
| 2011年2月23日              | 蒼穹之戰神 HEAVEN AND EARTH Original Soundtrack                | KICA-3137                                    |
| 第2期『EXODUS』            |                                                                |                                              |
| 2015年2月11日              | 蒼穹之戰神 Complete Best Album                                 | KICA-3237                                    |
| 2015年2月11日              |                                                                | KICM-3286（動畫版） KICM-93286（限定生産版） |
| 2015年2月25日              | 蒼穹之戰神EXODUS Original Soundtrack vol.1                     | KIZC-270（CD+DVD）                           |
| 2015年3月25日              | 蒼穹之戰神EXODUS Original Soundtrack vol.2                     | KIZC-274（CD+DVD）                           |
| 2015年5月22日              | 蒼穹之戰神EXODUS 角色歌＜真壁一騎＞                            | KICM-3290                                    |
| 2015年5月22日              | 蒼穹之戰神EXODUS 角色歌＜遠見真矢＞                            | KICM-3291                                    |
| 2015年5月22日              | 蒼穹之戰神EXODUS 角色歌＜皆城総士＞                            | KICM-3292                                    |
| 2015年11月11日             | DEAD OR ALIVE                                                  | KICM-3304（動畫版） KICM-93304（限定生産版） |
| 2015年12月23日             | 蒼穹之戰神EXODUS Original Soundtrack (BDM)                     | KIXY-2                                       |
| 2015年12月30日             | 蒼穹之戰神EXODUS Character Song Album                          | KICA-3258                                    |

## 外部連結
- 《蒼穹之戰神》系列 （页面存档备份，存于） （日語）
  - 電視動畫《蒼穹之戰神》 （页面存档备份，存于） （日語）
  - OVA《蒼穹之戰神 Right of Left》 （页面存档备份，存于） （日語）
  - 動畫電影《蒼穹之戰神 Heaven and Earth》 （页面存档备份，存于） （日語）
  - 電視動畫《蒼穹之戰神 EXODUS》 （页面存档备份，存于） （日語）
  - 新作《蒼穹之戰神 THE BEYOND》 （页面存档备份，存于） （日語）
- 苍穹之法芙娜EXODUS 爱奇艺独播专区 （页面存档备份，存于）（简体中文）
- 龍宮島回覽版‧閱覽室（日語）
- （日語）
- http://www.tv-tokyo.co.jp/anime/fafner/ （页面存档备份，存于）（日語）
- http://www.bandaigames.channel.or.jp/list/psp_fafner/ （页面存档备份，存于）（日語）